# Eurovision Song Contest 2023
L'Eurovision Song Contest 2023 è stata la 67ª edizione dell'Eurovision Song Contest, vinta dalla cantante svedese Loreen con la canzone Tattoo. Il concorso si è svolto presso la Liverpool Arena a Liverpool, nel Regno Unito, dal 9 al 13 maggio 2023, dopo che l'Ucraina, vincitrice dell'edizione precedente in seguito alla vittoria della Kalush Orchestra con Stefania, è stata dichiarata non in grado di ospitare il concorso a causa dell'invasione russa del territorio ucraino; è stata la nona edizione della manifestazione musicale a svolgersi in terra britannica, dopo le edizioni del 1960, 1963, 1968, 1972, 1974, 1977, 1982 e 1998.
Il concorso è stato articolato, come dal 2008, in due semifinali e una finale.

## Organizzazione

### Produzione e presentazione
I partner ufficiali di questa edizione sono stati l'azienda di prodotti cosmetici israeliana Moroccanoil e l'agenzia di viaggi online Booking.com, già sponsor dell'edizione precedente, e la compagnia aerea EasyJet.
Il 2 febbraio 2023 è stato annunciato che la scenografia sarebbe stata curata dallo statunitense Julio Himede, già ideatore della scenografia dell'American Song Contest e dei Grammy Awards 2022. Il design della scenografia è stato ideato sui "principi di unione, celebrazione e comunità", traendo ispirazione dagli aspetti culturali e dalle similitudini tra l'Ucraina e il Regno Unito. Il palcoscenico principale è stato inaugurato il successivo 26 aprile da Carlo III e Camilla Shand durante una visita ufficiale a Liverpool.
Il 22 febbraio 2023 sono stati annunciati i conduttori dell'evento: la cantante Alesha Dixon, l'attrice Hannah Waddingham e la cantante ucraina Julija Sanina hanno presentato tutte le serate dell'evento, mentre il conduttore televisivo irlandese Graham Norton, storico commentatore per il Regno Unito, si è unito come co-presentatore per la finale.
Per la prima volta dall'edizione 2016, viene profondamente cambiato il sistema di voto del concorso, riprendendo in parte quello usato nel 2009: durante le semifinali i paesi finalisti, 10 per ogni semifinale, saranno votati esclusivamente dal pubblico attraverso il televoto, escludendo quindi il voto delle giurie nazionali in vigore dall'edizione 2010; i risultati della finale, come tradizione, saranno invece determinati dalla somma del voto delle giurie nazionali e del pubblico. Inoltre, per la prima volta nella storia del concorso, anche i telespettatori dai paesi non partecipanti potranno votare durante l'evento attraverso la piattaforma online del concorso. I loro voti saranno aggregati a quelli del televoto e saranno presentati come un unico set di 58 punti (la stessa quantità a disposizione di ciascun singolo paese) denominato "Resto del mondo".

### Logo e slogan
Lo slogan dell'edizione, United by Music, è stato reso noto il 31 gennaio 2023 tramite un comunicato stampa congiunto della BBC e dell'UER. Il logo dell'evento, nato dalla collaborazione tra lo studio inglese Superunion Agency e quello ucraino Starlight Creative, raffigura un elettrocardiogramma, i cui colori sono ispirati ai colori delle bandiere dei paesi organizzatori. Le pulsazioni producono una serie di cuori, ciascuno sensibile al ritmo della musica.

### Scelta del Paese ospitante
A seguito della vittoria ucraina all'edizione 2022, ospitata dalla città italiana di Torino, l'UER ha invitato il paese, come da tradizione, a ospitare l'evento l'anno seguente, divenendo così la terza edizione della manifestazione musicale a svolgersi in Ucraina dopo quelle del 2005 e del 2017. Tuttavia, alla luce dell'invasione russa del territorio ucraino, è stato ipotizzato che un paese facente parte dei Big Five (Francia, Germania, Italia, Regno Unito e Spagna) avrebbe ospitato l'evento in cooperazione con l'emittente UA:PBC. A stretto giro ha seguito l'interesse ad ospitare l'evento di diversi paesi tra cui il Belgio (RTBF), l'Italia (Rai), i Paesi Bassi (NPO/AVROTROS), la Polonia (TVP), il Regno Unito (BBC) e la Svezia (SVT). Originariamente anche la Spagna (RTVE) aveva mostrato interesse a ospitare l'evento ma il 14 giugno 2022 ha ufficialmente ritirato la sua candidatura.
Il 16 maggio 2022 Mykola Černotyts'syj, presidente dell'emittente ucraina UA:PBC, ha dichiarato di voler ospitare il concorso in un'Ucraina pacifica, augurando inoltre di essere in grado di garantire la sicurezza di tutti i partecipanti e delle loro delegazioni durante l'evento. Černotyts'syj ha successivamente dichiarato che l'emittente avrebbe avviato le discussioni con l'UER in merito all'organizzazione del concorso il successivo 20 maggio. All'indomani della vittoria, inoltre, il presidente ucraino Volodymyr Zelens'kyj aveva auspicato di ospitare la manifestazione a Mariupol', una delle principali città colpite durante l'invasione, come simbolo di rinascita per il popolo ucraino.
Il 26 maggio 2022 Mykola Povoroznyk, vicepresidente dell'amministrazione statale di Kiev, ha confermato l'interesse della capitale ucraina nell'ospitare l'evento su richiesta dell'UER. Il successivo 3 giugno il Ministro della cultura Oleksandr Tkačenko ha dichiarato la sua intenzione di discutere con l'UER riguardo alcune condizioni per consentire lo svolgimento del concorso nel paese. Il 10 giugno il rappresentante della Verchovna Rada Taras Melnyčuk ha comunicato che è stato istituito un comitato a supporto dell'organizzazione dell'evento in Ucraina.
Il 17 giugno 2022 l'UER tramite un comunicato ha annunciato che l'Ucraina non sarebbe stata in grado di ospitare l'evento, facendone così la prima edizione dal 1980 a non essere ospitata dal paese vincitore, e che sarebbero state avviate discussioni con la BBC per una potenziale organizzazione nel Regno Unito, secondo classificato nell'edizione 2022.
Il 25 luglio successivo l'UER ha annunciato che il Regno Unito, con un'organizzazione congiunta tra BBC e UA:PBC, avrebbe organizzato la manifestazione, confermando inoltre che l'Ucraina avrebbe avuto un posto automatico nella finale in qualità di vincitrice dell’edizione precedente e rendendo questa la prima edizione con due paesi organizzatori, uno ufficiale, l'Ucraina, e uno di fatto, il Regno Unito.

### Scelta della sede

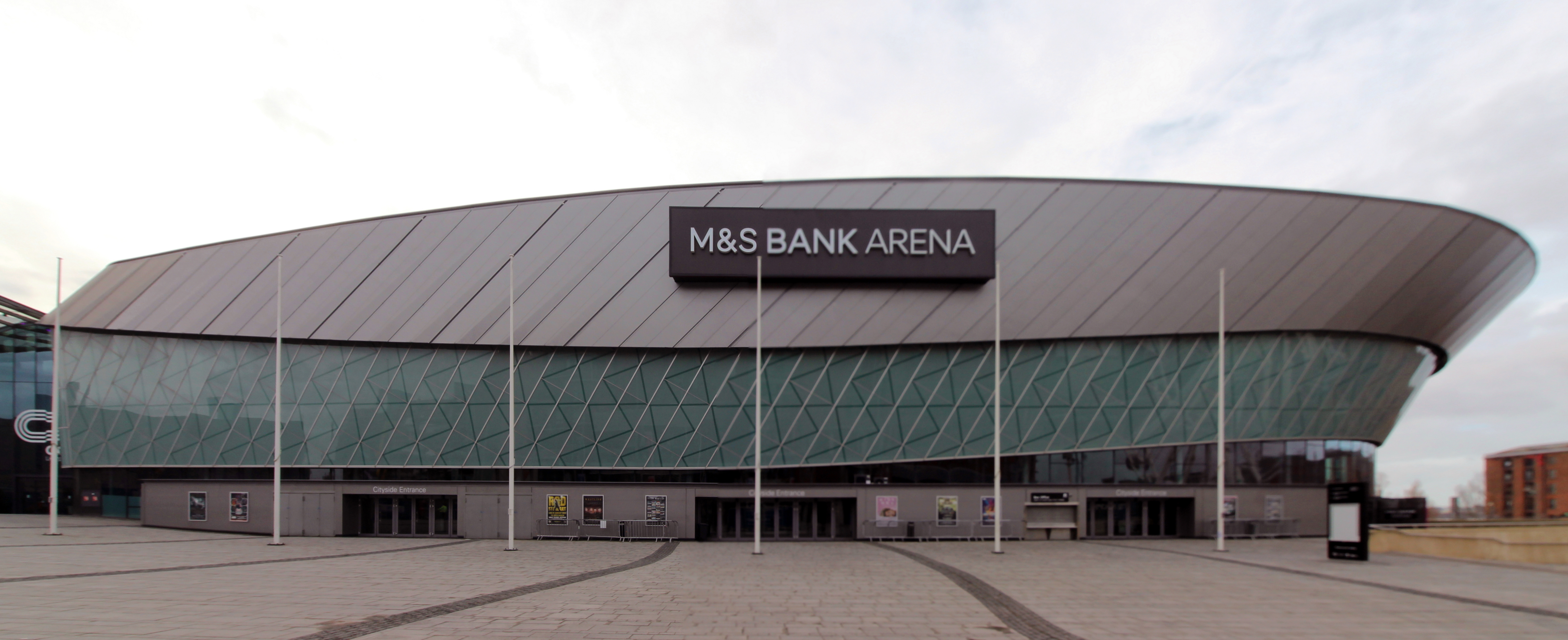
La Liverpool Arena, sede della 67ª edizione dell'Eurovision Song Contest

Dopo che l'UER ha annunciato che sarebbero iniziate le discussioni con la BBC, a stretto giro ha seguito l'interesse a ospitare l'evento di venti città britanniche: Aberdeen (P&J Live), Belfast (SSE Odyssey Arena), Birmingham (Resorts World Arena e Utilita Arena Birmingham), Brighton (Brighton Centre), Bristol (YTL Arena), Cardiff (Principality Stadium), Darlington (Darlington Arena), Derry (Millennium Forum), Edimburgo (Highland Hall), Glasgow (OVO Hydro), Leeds (First Direct Arena), Liverpool (Liverpool Arena), Londra (O2 Arena, Copper Box e Wembley Arena), Manchester (Manchester Arena), Newcastle (Utilita Arena), Nottingham (Motorpoint Arena), Prudhoe, Sheffield (Sheffield Arena), Sunderland (Stadium of Light) e Wolverhampton (Molineux Stadium, Dunstall Park e Civic Halls).
Il 5 agosto la BBC e l'UER hanno annunciato e presentato il bando per ospitare la manifestazione, tramite il quale tutte le città interessate avrebbero potuto presentare ufficialmente la propria candidatura. Le prime città ad annunciare una mancanza d'interesse sono state Cardiff (citando la lista già ampia degli eventi previsti all'interno della città), Derry (che avrebbe appoggiato la candidatura di Belfast in assenza di una sede adatta), Nottingham (poiché la città non rispettava i criteri di disponibilità), Brighton (per la mancanza di una sede idonea) e Sunderland (per la mancanza di disponibilità della sede proposta).
Il 12 agosto la BBC e l'UER hanno annunciato che la scelta era stata ristretta alle città di Birmingham, Glasgow, Leeds, Liverpool, Manchester, Newcastle e Sheffield. Queste città sono passate alla seconda fase della selezione, dove hanno avuto tempo fino all'8 settembre per sviluppare un dossier dettagliato, che rispettava tutte le necessità per ospitare il concorso, da sottoporre alla valutazione della BBC, che avrebbe successivamente visitato le città candidate.
Il 27 settembre la BBC e l'UER hanno comunicato che la scelta era stata ristretta ulteriormente alle città di Glasgow e Liverpool, che rispettavano tutte le necessità del concorso, scartando di conseguenza Birmingham, Leeds, Manchester, Newcastle e Sheffield.
Il successivo 7 ottobre, durante il programma di BBC One The One Show, è stato confermato che la sede dell'Eurovision Song Contest 2023 sarebbe stata la Liverpool Arena dell'omonima città.

#### Articolazione del processo
Il processo di selezione della scelta si articolerà nel seguente modo:
- le città interessate avrebbero preso visione dei criteri fondamentali per ospitare la manifestazione;
- alle stesse città sarebbero state poi concesse quattro settimane per preparare i propri piani e progetti per ospitare l'evento;
- nel mese di agosto l'emittente organizzatrice avrebbe valutato le candidature in base ai criteri fondamentali;
- entro la metà di settembre l'emittente organizzatrice avrebbe visitato le città selezionate, i progetti preparati sarebbero stati inviati all'Unione europea di radiodiffusione che avrebbe decretato, di concerto con le emittenti organizzatrici ed entro il mese di ottobre, la città ospitante.

#### Criteri fondamentali
- la sede deve essere al coperto, dotata di aria condizionata secondo gli standard vigenti, e inoltre ben perimetrabile;
- la sede deve avere una capacità al 70% della capienza massima compresa tra gli 8 000 e i 10 000 spettatori;
- la sede deve essere dotata di un'area principale che consenta la realizzazione di un allestimento di alto livello con altezze disponibili di almeno 18 metri, buone capacità di carico sul tetto e facile accesso al carico;
- la sede deve essere disponibile per 6 settimane prima dell'evento, le 2 settimane dello show e quella successiva per il disallestimento;
- la sede deve avere a disposizione una vicina sala stampa che possa accogliere almeno 1 000 giornalisti;
- la sede deve avere aree a raso e di facile accesso, contigue e integrate nel perimetro dell'infrastruttura per il supporto tecnico-logistico di 5 000 metri quadrati;
- la città deve avere a disposizione oltre 2 000 camere d'albergo nelle aree contigue all'evento;
- la città deve avere un aeroporto internazionale non più lontano di un'ora e mezza dalla sede dell'evento.

| Città      | Sede                     | Capacità | Note |
| ---------- | ------------------------ | -------- | --- |
| Birmingham | Resorts World Arena      | 15 685   | – |
| Birmingham | Utilita Arena Birmingham | 15 800   | Ha ospitato l'Eurovision Song Contest 1998, oltre ad ospitare annualmente il Birmingham Indoor Grand Prix                                                                                       |
| Glasgow    | OVO Hydro                | 14 500   | Ha ospitato i Campionati mondiali di ginnastica artistica 2015; l'esterno dell'arena è stato utilizzato come location per le riprese del film Eurovision Song Contest - La storia dei Fire Saga |
| Leeds      | First Direct Arena       | 13 000   | Ha ospitato la Premier League Darts 2014 e 2015 |
| Liverpool  | Liverpool Arena          | 11 000   | Ha ospitato gli MTV Europe Music Awards 2008 |
| Manchester | Manchester Arena         | 21 000   | Ha ospitato i XVII Giochi del Commonwealth e i Campionati mondiali di taekwondo 2019 |
| Newcastle  | Utilita Arena            | 11 000   | Ha ospitato l'Insurrextion 2003 e la UFC 80: Rapid Fire |
| Sheffield  | Sheffield Arena          | 13 600   | Ospita annualmente la Premier League Darts |

### Cartoline
Le cartoline sono dei video introduttivi di circa 40 secondi mostrate in tv, mentre sul palco vengono preparate le varie scenografie dei paesi in gara. Le registrazioni, organizzate dalla BBC, in collaborazione con la Windfall Films e 23/32, e supervisionate dal regista Tom Cook, sono partite a febbraio 2023 per poi proseguire in diverse città e siti in tutte le nazioni partecipanti. Ogni cartolina è suddivisa in tre sezioni: nella prima viene mostrata una località selezionata dell'Ucraina, poi una del Regno Unito, prima di spostarsi in una località dello Stato d'origine dell'artista, dove quest'ultimo ha partecipato ad un'attività a sua scelta. Le tre località che compaiono in ogni cartolina sono collegate da un unico tema in comune.
I seguenti luoghi sono stati confermati tra le cartoline:
| Stato           | Località delle cartoline                         | Località delle cartoline                  | Località delle cartoline                         |
| Stato           | Cartolina dall'Ucraina                           | Cartolina dal Regno Unito                 | Cartolina locale                                 |
| --------------- | ------------------------------------------------ | ----------------------------------------- | ------------------------------------------------ |
| Albania         | Sofiïvka (Uman')                                 | Sefton Park (Liverpool)                   | Parku i Madh (Tirana)                            |
| Armenia         | Giardino Botanico dell'Università di Leopoli     | Eden Project (Cornovaglia)                | Giardino Botanico di Erevan                      |
| Australia       | Ponte di vetro di Kiev                           | Ponte sospeso di Clifton                  | Matagarup Zip & Climb (Perth)                    |
| Austria         | Municipio di Leopoli                             | Municipio di Sheffield                    | Municipio di Vienna                              |
| Azerbaigian     | Majdan Nezaležnosti (Kiev)                       | Centenary Square (Birmingham)             | Lungomare di Baku                                |
| Belgio          | Monumento all'Indipendenza (Kiev)                | Angelo del Nord (Gateshead)               | Atomium (Bruxelles)                              |
| Cipro           | Spiaggia del mare Kiev                           | Spiaggia di Brighton                      | Molos Promenade Park (Limassol)                  |
| Croazia         | Porto fluviale di Kiev                           | Whitby Harbour (North Yorkshire)          | Porto di Fiume                                   |
| Danimarca       | Teatro dell'Opera e del Balletto di Leopoli      | Wales Millennium Centre (Cardiff)         | Teatro dell'Opera di Copenaghen                  |
| Estonia         | Torre di Vinnycja                                | Blackpool Tower (Lancashire)              | Torre televisiva di Tallinn                      |
| Finlandia       | Podil (Kiev)                                     | Ruota panoramica di Liverpool             | SkyWheel Helsinki                                |
| Francia         | Palazzo Potocki (Leopoli)                        | Houstoun House (Lothian Occidentale)      | Castello di Fontainebleau                        |
| Georgia         | Centro storico di Leopoli                        | Port Sunlight (Merseyside)                | Città vecchia di Tbilisi                         |
| Germania        | Rusanivka (Kiev)                                 | Canale di Bridgewater (Grande Manchester) | Porto di Amburgo                                 |
| Grecia          | Fortezza di Tarakaniv (Oblast' di Rivne)         | Castello di Dunluce (Contea di Antrim)    | Tempio di Poseidone (Capo Sunio)                 |
| Irlanda         | Strada militare (Oblast' di Ivano-Frankivs'k)    | Strada A3055 (Isola di Wight)             | Strada R759 (Wicklow)                            |
| Islanda         | Cascata di Maniava (Gorgany)                     | Pistyll Rhaeadr (Powys)                   | Kvernufoss (Skógar)                              |
| Israele         | Skole Beskids (Oblast' di Leopoli)               | Stonehenge (Wiltshire)                    | Masada (Distretto Meridionale)                   |
| Italia          | Velodromo di Kiev                                | Power Wales Tacks (Galles del nord)       | Circo Massimo (Roma)                             |
| Lettonia        | Cisterna di Kiev                                 | Spiaggia di Boscombe (Bournemouth)        | Melnsils (Talsi)                                 |
| Lituania        | Fortezza di Chotyn (Oblast' di Černivci)         | Eilean Donan (Highlands)                  | Castello di Trakai                               |
| Malta           | Autobus di Leopoli                               | Autobus a due piani (Londra)              | Baia di San Paolo (Melleha)                      |
| Moldavia        | Parco nazionale naturale Skole Beskids (Leopoli) | Foresta di Sherwood (Nottinghamshire)     | Canyon di Orheiul Vechi (Trebujeni)              |
| Norvegia        | Biblioteca nazionale ucraina Vernadskij (Kiev)   | Biblioteca centrale di Liverpool          | Biblioteca Deichman (Oslo)                       |
| Paesi Bassi     | Comfort Town (Kiev)                              | Portmeirion (Gwynedd)                     | Zaandam (Olanda Settentrionale)                  |
| Polonia         | Università nazionale Jurіj Fed'kovič di Černivci | Trinity College (Cambridge)               | Facoltà di Fisica dell'Università di Varsavia    |
| Portogallo      | Cattedrale di Santa Sofia (Kiev)                 | Cattedrale di Ely (Cambridgeshire)        | Chiesa di Santa Engrácia (Lisbona)               |
| Regno Unito     | Dnepr (Kiev)                                     | Mersey (Liverpool)                        | Tamigi (Londra)                                  |
| Repubblica Ceca | Green Haze (Žytomyr)                             | Peace Maze (Castlewellan)                 | Castello di Loučeň (Boemia Centrale)             |
| Romania         | Monumento a Taras Ševčenko (Kiev)                | Monumento ai Beatles (Liverpool)          | Teatro Nazionale di Bucarest                     |
| San Marino      | Castello di Kam"janec'-Podil's'kyj               | Castello di Herstmonceux (East Sussex)    | Prima Torre e Monte Titano (Città di San Marino) |
| Serbia          | Park3020 (Oblast' di Leopoli)                    | Tate Liverpool                            | Museo di arte contemporanea (Belgrado)           |
| Slovenia        | Tetris Hall (Kiev)                               | Goodness Gracious Roof Bar (Liverpool)    | Edificio di Radio Slovenija (Lubiana)            |
| Spagna          | Anfiteatro (Užhorod)                             | Minack Theatre (Cornovaglia)              | Teatro romano (Sagunto)                          |
| Svezia          | Isola Anti-Circe (Uman')                         | Isola di Santa Caterina (Tenby)           | Enholmen (Gotland)                               |
| Svizzera        | Lago di Bučak (Oblast' di Čerkasy)               | Loch Ness (Highlands)                     | Lago di Zurigo                                   |
| Ucraina         | Murales di Kiev                                  | Murales di Belfast                        | Art-Zavod Platforma (Kiev)                       |

## Stati partecipanti
Stati partecipanti che si sono qualificati alla finale
     Stati partecipanti che non si sono qualificati per la finale
     Stati che hanno partecipato in passato ma non nel 2023

Stati partecipanti che si sono qualificati alla finale
Stati partecipanti che non si sono qualificati per la finale
Stati che hanno partecipato in passato ma non nel 2023

Il 20 ottobre 2022 è stata ufficializzata la lista definitiva degli Stati partecipanti a questa edizione, che ne prevede 37.
| Stato                       | Artista                   | Brano                  | Lingua                          | Processo di selezione | Note |
| --------------------------- | ------------------------- | ---------------------- | ------------------------------- | --- | --- |
| Albania                     | Albina & Familja Kelmendi | Duje                   | Albanese ghego                  | Festivali i Këngës 61, 23 dicembre 2022                                                                                             | Il brano in gara è una versione modificata rispetto a quello che ha vinto la selezione nazionale.            |
| Armenia                     | Brunette                  | Future Lover           | Inglese, armeno                 | Interno; cantante annunciata il 1º febbraio 2023, brano annunciato il 10 marzo 2023 e presentato il 15 marzo 2023                   | Il brano in gara è una versione modificata rispetto a quello inizialmente presentato.                        |
| Australia                   | Voyager                   | Promise                | Inglese                         | Interno; gruppo e brano annunciati il 21 febbraio 2023                                                                              | In caso di vittoria dell'Australia la SBS produrrà l'evento in Europa assieme a un altro membro dell'UER.    |
| Austria                     | Teya & Salena             | Who the Hell Is Edgar? | Inglese                         | Interno; cantanti annunciate il 31 gennaio 2023, brano annunciato il 6 marzo 2023 e presentato l'8 marzo 2023                       | Il brano contiene alcune parole in italiano.                                                                 |
| Azerbaigian                 | TuralTuranX               | Tell Me More           | Inglese                         | Interno; gruppo e brano annunciati il 9 marzo 2023, brano presentato il 13 marzo 2023                                               | |
| Belgio                      | Gustaph                   | Because of You         | Inglese                         | Eurosong 2023, 14 gennaio 2023 | |
| Cipro                       | Andrew Lambrou            | Break a Broken Heart   | Inglese                         | Interno; cantante annunciato il 17 ottobre 2022, brano annunciato il 19 febbraio 2023 e presentato il 2 marzo 2023                  | |
| Croazia                     | Let 3                     | Mama šč!               | Croato                          | Dora 2023, 11 febbraio 2023 | |
| Danimarca                   | Reiley                    | Breaking My Heart      | Inglese                         | Dansk Melodi Grand Prix 2023, 11 febbraio 2023                                                                                      | |
| Estonia                     | Alika                     | Bridges                | Inglese                         | Eesti Laul 2023, 11 febbraio 2023                                                                                                   | |
| Finlandia                   | Käärijä                   | Cha cha cha            | Finlandese                      | UMK 2023, 25 febbraio 2023 | |
| Francia                     | La Zarra                  | Évidemment             | Francese                        | Interno; cantante annunciata il 12 gennaio 2023, brano annunciato il 15 febbraio 2023 e presentato il 19 febbraio 2023              | |
| Georgia                     | Iru                       | Echo                   | Inglese                         | The Voice Georgia 5 per l'artista, 2 febbraio 2023; interno per il brano, annunciato il 13 marzo 2023 e presentato il 16 marzo 2023 | |
| Germania                    | Lord of the Lost          | Blood & Glitter        | Inglese                         | Unser Lied für Liverpool, 3 marzo 2023                                                                                              | |
| Grecia                      | Victor Vernicos           | What They Say          | Inglese                         | Interno; cantante e brano annunciati il 30 gennaio 2023, brano presentato il 12 marzo 2023                                          | |
| Irlanda                     | Wild Youth                | We Are One             | Inglese                         | Eurosong 2023, 3 febbraio 2023 | Il brano in gara è una versione modificata rispetto a quello che ha vinto la selezione nazionale.            |
| Islanda                     | Diljá                     | Power                  | Inglese                         | Söngvakeppnin 2023, 4 marzo 2023 | |
| Israele                     | Noa Kirel                 | Unicorn                | Inglese                         | Interno; cantante annunciata il 10 agosto 2022, brano annunciato il 17 gennaio 2023 e presentato l'8 marzo 2023                     | Il brano contiene alcune parole in ebraico.                                                                  |
| Italia                      | Marco Mengoni             | Due vite               | Italiano                        | Festival di Sanremo 2023, 11 febbraio 2023                                                                                          | Il brano in gara è una versione modificata rispetto a quello che ha vinto la selezione nazionale.            |
| Lettonia                    | Sudden Lights             | Aijā                   | Inglese                         | Supernova 2023, 11 febbraio 2023 | Il brano contiene alcune parole in lettone.                                                                  |
| Lituania                    | Monika Linkytė            | Stay                   | Inglese                         | Pabandom iš naujo! 2023, 18 febbraio 2023                                                                                           | Il brano contiene alcune parole in lituano.                                                                  |
| Malta                       | The Busker                | Dance (Our Own Party)  | Inglese                         | Malta Eurovision Song Contest 2023, 11 febbraio 2023                                                                                | Il brano in gara è una versione modificata rispetto a quello che ha vinto la selezione nazionale.            |
| Moldavia                    | Pasha Parfeni             | Soarele și Luna        | Rumeno                          | Etapa Națională 2023, 4 marzo 2023                                                                                                  | |
| Norvegia                    | Alessandra                | Queen of Kings         | Inglese                         | Melodi Grand Prix 2023, 4 febbraio 2023                                                                                             | Il brano contiene alcune parole in italiano e latino.                                                        |
| Paesi Bassi                 | Mia Nicolai & Dion Cooper | Burning Daylight       | Inglese                         | Interno; cantanti annunciati il 1º novembre 2022, brano annunciato il 28 febbraio 2023 e presentato il 1º marzo 2023                | Il brano in gara è una versione modificata rispetto a quello inizialmente selezionato.                       |
| Polonia                     | Blanka                    | Solo                   | Inglese                         | Tu bije serce Europy! Wybieramy hit na Eurowizję 2023, 26 febbraio 2023                                                             | Il brano in gara è una versione modificata rispetto a quello che ha vinto la selezione nazionale.            |
| Portogallo                  | Mimicat                   | Ai coração             | Portoghese                      | Festival da Canção 2023, 11 marzo 2023                                                                                              | |
| Regno Unito (organizzatore) | Mae Muller                | I Wrote a Song         | Inglese                         | Interno, cantante e brano annunciati il 9 marzo 2023                                                                                | |
| Repubblica Ceca             | Vesna                     | My Sister's Crown      | Inglese, ceco, ucraino, bulgaro | Eurovision Song CZ 2023, 7 febbraio 2023                                                                                            | |
| Romania                     | Theodor Andrei            | D.G.T. (Off and On)    | Rumeno, inglese                 | Selecția Națională 2023, 11 febbraio 2023                                                                                           | Il brano in gara è una versione modificata rispetto a quello che ha vinto la selezione nazionale.            |
| San Marino                  | Piqued Jacks              | Like an Animal         | Inglese                         | Una voce per San Marino 2023, 25 febbraio 2023                                                                                      | Il brano in gara è una versione modificata rispetto a quello che ha vinto la selezione nazionale.            |
| Serbia                      | Luke Black                | Samo mi se spava       | Inglese, serbo                  | Pesma za Evroviziju '23, 4 marzo 2023                                                                                               | |
| Slovenia                    | Joker Out                 | Carpe diem             | Sloveno                         | Interno; gruppo annunciato l'8 dicembre 2022, brano annunciato il 28 gennaio 2023 e presentato il 4 febbraio 2023                   | |
| Spagna                      | Blanca Paloma             | Eaea                   | Spagnolo                        | Benidorm Fest 2023, 4 febbraio 2023                                                                                                 | Il brano in gara è una versione modificata rispetto a quello che ha vinto la selezione nazionale.            |
| Svezia                      | Loreen                    | Tattoo                 | Inglese                         | Melodifestivalen 2023, 11 marzo 2023                                                                                                | |
| Svizzera                    | Remo Forrer               | Watergun               | Inglese                         | Interno; cantante annunciato il 20 febbraio 2023, brano presentato il 7 marzo 2023                                                  | |
| Ucraina (organizzatore)     | Tvorchi                   | Heart of Steel         | Inglese, ucraino                | Vidbir 2023, 17 dicembre 2022 | Il brano in gara è una versione bilingue e modificata rispetto a quello che ha vinto la selezione nazionale. |

## Verso l'evento

### Melfest WKND 2023
La seconda edizione dell'evento che anticipa l'Eurovision si è tenuto da 9 all'11 marzo 2023 presso il Nalen di Stoccolma. Ufficialmente, l'evento si è tenuto come precursore della finale del Melodifestivalen. Vi hanno partecipato:
- Danimarca
- Norvegia
- Polonia
- Serbia

Hanno parteciapto inoltre Shirley Clamp (partecipante a Melodifestivalen 2003, 2004, 2005, 2009, 2011, 2014 e 2022), Anna Bergendahl (rappresentante della Svezia all'Eurovision Song Contest 2010), Ronny Larsson, DJ Carro, DJ Ohrmeister, DJ Panica Tax, Klara Hammarström (partecipante a Melodifestivalen 2020, 2021 e 2022), Emil Henrohn (partecipante a Melodifestivalen 2023), Senhit (rappresentante di San Marino all'Eurovision Song Contest 2011, 2020 e 2021), Reine, Miss Tobi, Brenda Mandlar, Kurt Calleja (rappresentante di Malta all'Eurovision Song Contest 2012), Claudia Faniello (rappresentante di Malta all'Eurovision Song Contest 2017), Filip Baloš (partecipante a Pesma za Evroviziju '23), Jann (partecipante a Tu bije serce Europy! Wybieramy hit na Eurowizję 2023) e Bragi (partecipante a Söngvakeppnin 2023).

### Barcelona Eurovision Party 2023
La seconda edizione dell'evento che anticipa l'Eurovision si è tenuto dal 23 al 25 marzo 2023 presso la Sant Jordi Club a Barcellona ed è stato presentato da Sharonne, Giuseppe Di Bella e Alex Marteen. Vi hanno partecipato:
- Belgio
- Georgia
- Irlanda
- Islanda
- Lettonia
- Lituania
- Moldavia
- Portogallo
- Regno Unito
- San Marino
- Slovenia
- Spagna
- Ucraina

Hanno partecipato inoltre Poli Genova (rappresentante della Bulgaria all'Eurovision Song Contest 2011 e 2016), Barei (rappresentante della Spagna all'Eurovision Song Contest 2016), WRS (rappresentante della Romania all'Eurovision Song Contest 2022), Efendi (rappresentante dell'Azerbaigian all'Eurovision Song Contest 2020 e 2021), Eva Santamaría (rappresentante della Spagna all'Eurovision Song Contest 1993), Beth (rappresentante della Spagna all'Eurovision Song Contest 2003), Suzy (rappresentante del Portogallo all'Eurovision Song Contest 2014), Destiny (rappresentante di Malta all'Eurovision Song Contest 2020 e 2021), Ronela Hajati (rappresentante dell'Albania all'Eurovision Song Contest 2022), Rosa López (rappresentante della Spagna all'Eurovision Song Contest 2002), Susanne Georgi (rappresentante dell'Andorra all'Eurovision Song Contest 2002), Ruslana (vincitrice dell'Eurovision Song Contest 2004), José Otero, le E'Femme, i Megara e i Siderland (partecipanti al Benidorm Fest 2023).

### Polish Eurovision Party 2023
La seconda edizione dell'evento (la prima non postuma) che anticipa l'Eurovision si è tenuto il 1º aprile 2023 presso il Praga Centrum a Varsavia ed è stata presentata da Poli Genova (rappresentante della Bulgaria all'Eurovision Song Contest 2011 e 2016) e Konrad Zemlik. Vi hanno parteciperanno:
- Albania
- Croazia
- Danimarca
- Estonia
- Irlanda
- Islanda
- Lettonia
- Lituania
- Malta
- Moldavia
- Regno Unito
- Repubblica Ceca
- San Marino
- Slovenia

Hanno partecipato inoltre Ochman (rappresentante della Polonia all'Eurovision Song Contest 2022), Oceana (partecipante a Unser Song für Dänemark 2014), Senhit (rappresentante di San Marino all'Eurovision Song Contest 2011, 2020 e 2021), Viki Gabor (vincitore del Junior Eurovision Song Contest 2019), Gromee (rappresentante della Polonia all'Eurovision Song Contest 2018), Jamala (vincitrice dell'Eurovision Song Contest 2016), Anne-Marie David (vincitrice dell'Eurovision Song Contest 1973), i Felivers (partecipanti a Tu bije serce Europy! Wybieramy hit na Eurowizję 2023), gli Eye Cue (rappresentanti della Macedonia del Nord all'Eurovision Song Contest 2018), Lindsay Dracass (rappresentante del Regno Unito all'Eurovision Song Contest 2001), Filip Baloš (partecipante a Pesma za Evroviziju '23), Mélovin (rappresentante dell'Ucraina all'Eurovision Song Contest 2018), Suzy (rappresentante del Portogallo all'Eurovision Song Contest 2014), Slavko Kalezić (rappresentante dell'Montenegro all'Eurovision Song Contest 2017), i SunStroke Project (rappresentanti della Moldavia all'Eurovision Song Contest 2010 e 2017), Inis Neziri (partecipante al Festivali i Këngës 2017 e 2020) e Kuba Szmajkowski (partecipante a Tu bije serce Europy! Wybieramy hit na Eurowizję 2022 e 2023).

### Israel Calling 2023
La quinta edizione dell'evento che anticipa l'Eurovision si è tenuto dal 2 al 4 aprile 2023 con il concerto principale previsto per il 3 aprile al Hangar 11 del porto di Tel Aviv. È stato presentato da Dafna Dekel e Sigal Shachamon (presentatori dell'Eurovision Song Contest 1999) e vi hanno partecipato:
- Albania
- Azerbaigian
- Croazia
- Danimarca
- Estonia
- Georgia
- Irlanda
- Lettonia
- Lituania
- Malta
- Moldavia
- Polonia
- Repubblica Ceca
- San Marino
- Serbia
- Slovenia
- Spagna
- Ucraina

Hanno partecipato inoltre Katrina Leskanich (vincitrice dell'Eurovision Song Contest 1997 come parte di Katrina and the Waves), Ilanit (rappresentante di Israele all'Eurovision Song Contest 1973 e 1977), Shlomit Aharon (rappresentante di Israele all'Eurovision Song Contest 1981 come parte degli Hakol Over Habibi), Mei Finegold (rappresentante di Israele all'Eurovision Song Contest 2014), Imri (rappresentante di Israele all'Eurovision Song Contest 2017), Eden Alene (rappresentante di Israele all'Eurovision Song Contest 2020 e 2021), Johnny Logan (vincitore dell'Eurovision Song Contest 1980 e 1987) e Anne-Marie David (vincitrice dell'Eurovision Song Contest 1973).

### Eurovision Spain Pre-Party 2023
Il primo giorno della quinta edizione dell'evento è stato il 7 aprile 2023 presso la Sala La Rivera di Madrid con il Welcome ESPreParty, condotto da Soraya (rappresentante della Spagna all'Eurovision Song Contest 2009), dove si sono esibiti Blanca Paloma (rappresentante della Spagna all'Eurovision Song Contest 2023), Alfred García (rappresentante della Spagna all'Eurovision Song Contest 2018), Aritz Arén, le E'Femme, Famous, Fusa Nocta, José Otero, Karmento, i Megara, i Meler, Rakky Ripper, i Siderland, Sofía Martín, le Twin Melody e Vicco (partecipanti al Benidorm Fest 2023), Kaliopi (rappresentante della Macedonia del Nord all'Eurovision Song Contest 2012 e 2016), Diodato (rappresentante dell'Italia all'Eurovision Song Contest 2020), Īvī Adamou (rappresentante di Cipro all'Eurovision Song Contest 2012) e Cláudia Pascoal (rappresentante del Portogallo all'Eurovision Song Contest 2018).
Il giorno successivo, il 8 aprile 2023, si è tenuto l'Eurovision Spain Pre-Party 2023 presso lo stesso stabilimento, condotto da Ruslana (vincitrice dell'Eurovision Song Contest 2004), SuRie (rappresentante del Regno Unito all'Eurovision Song Contest 2018) e Víctor Escudero. Vi hanno partecipato:
- Armenia
- Australia
- Austria
- Belgio
- Croazia
- Danimarca
- Estonia
- Finlandia
- Francia
- Germania[N 1]
- Georgia
- Irlanda
- Lettonia
- Lituania
- Malta
- Moldavia
- Norvegia
- Paesi Bassi
- Polonia
- Portogallo
- Regno Unito
- Repubblica Ceca
- San Marino
- Serbia
- Slovenia
- Spagna
- Svezia
- Svizzera

Hanno partecipato inoltre i D'Nash (rappresentanti della Spagna all'Eurovision Song Contest 2007), Karina (rappresentante della Spagna all'Eurovision Song Contest 1971), Poli Genova (rappresentante della Bulgaria all'Eurovision Song Contest 2011 e 2016), Konstrakta (rappresentante della Serbia all'Eurovision Song Contest 2022) e Soleá (rappresentante della Spagna al Junior Eurovision Song Contest 2020).

### Eurovision in Concert 2023
La tredicesima edizione dell'evento che anticipa l'Eurovision si è tenuto presso l'AFAS Live di Amsterdam il 15 aprile 2023 ed è stato presentato da Cornald Maas e Hila Noorzai. Vi hanno partecipato:
- Albania
- Armenia
- Australia
- Austria
- Azerbaigian
- Belgio
- Danimarca
- Estonia
- Finlandia
- Germania
- Irlanda
- Islanda
- Lettonia
- Lituania
- Malta
- Moldavia
- Norvegia
- Paesi Bassi
- Regno Unito
- Repubblica Ceca
- Romania
- San Marino
- Slovenia
- Spagna
- Svezia
- Svizzera
- Ucraina

Ha partecipato inoltre Katrina Leskanich (vincitrice dell'Eurovision Song Contest 1997 come parte di Katrina and the Waves).

### London Eurovision Party 2023
La quattordicesima edizione dell'evento che anticipa l'Eurovision si è tenuto presso l'Here at Outernet di Londra il 16 aprile 2023 ed è stato presentato da Nicki French (rappresentante del Regno Unito all'Eurovision Song Contest 2000) e Paddy O'Connell. Vi hanno partecipato:
- Australia
- Austria
- Azerbaigian
- Croazia
- Danimarca
- Estonia
- Finlandia
- Irlanda
- Islanda
- Lituania
- Malta
- Moldavia
- Norvegia
- Portogallo
- Regno Unito
- Repubblica Ceca
- Romania
- San Marino
- Serbia
- Slovenia
- Spagna
- Svezia

Hanno partecipato inoltre Tamara Todevska (rappresentante della Macedonia del Nord all'Eurovision Song Contest 2008 e 2019), Senhit (rappresentante di San Marino all'Eurovision Song Contest 2011, 2020 e 2021), i Keiino (rappresentanti della Norvegia all'Eurovision Song Contest 2019), Freya Skye (rappresentante del Regno Unito al Junior Eurovision Song Contest 2022), Mélovin (rappresentante dell'Ucraina all'Eurovision Song Contest 2018), Bilal Hassani (rappresentante della Francia all'Eurovision Song Contest 2019) e Eldar Qasımov (vincitore dell'Eurovision Song Contest 2011).

### Eurovision... A Little Bit More
Parallelamente ai pre-eventi ospitati da organizzazioni di terze parti, l'UER ha tenuto un'iniziativa denominata Eurovision... A Little Bit More. Gli artisti partecipanti hanno avuto l'opportunità di cantare da casa i loro brani in gara, cover di altri brani o loro altri brani originali, che sono stati presentati sul canale YouTube ufficiale dell'evento in tre parti, in onda rispettivamente il 14, 21 e 28 aprile 2023.
| Episodio | Data           | Partecipanti                     | Brani                                                                              |
| -------- | -------------- | -------------------------------- | ---------------------------------------------------------------------------------- |
| 1        | 14 aprile 2023 | Joker Out                        | Carpe diem                                                                         |
| 1        | 14 aprile 2023 | Käärijä                          | Cha cha cha (Reggae Mix)                                                           |
| 1        | 14 aprile 2023 | Voyager                          | Break a Broken Heart                                                               |
| 1        | 14 aprile 2023 | Remo Forrer feat. Luca Hänni     | She Got Me                                                                         |
| 1        | 14 aprile 2023 | La Zarra                         | Évidemment (Acustica)                                                              |
| 1        | 14 aprile 2023 | Luke Black                       | Samo mi se spava (Acustica)                                                        |
| 1        | 14 aprile 2023 | Albina & Familja Kelmendi        | My Number One                                                                      |
| 1        | 14 aprile 2023 | Andrew Lambrou                   | Molitva                                                                            |
| 1        | 14 aprile 2023 | Alessandra                       | Queen of Kings (Acustica)                                                          |
| 1        | 14 aprile 2023 | Diljá feat. Choir of Lindakirkja | Hallelujah                                                                         |
| 1        | 14 aprile 2023 | Blanka                           | Solo (Acustica)                                                                    |
| 1        | 14 aprile 2023 | Victor Vernicos                  | What They Say (Acustica)                                                           |
| 1        | 14 aprile 2023 | The Busker                       | Dance (Our Own Party) (Versione orchestrale)                                       |
| 1        | 14 aprile 2023 | Gustaph                          | Because of You                                                                     |
| 1        | 14 aprile 2023 | Teya & Salena                    | Who the Hell Is Edgar? (Acustica)                                                  |
| 1        | 14 aprile 2023 | Let 3                            | Ero s onoga svijeta                                                                |
| 1        | 14 aprile 2023 | Sudden Lights                    | Backwards in Time                                                                  |
| 1        | 14 aprile 2023 | Lord of the Lost                 | One Last Song                                                                      |
| 2        | 21 aprile 2023 | Voyager                          | Promise (House Mix)                                                                |
| 2        | 21 aprile 2023 | Blanca Paloma                    | Eaea (Live)                                                                        |
| 2        | 21 aprile 2023 | Teya & Salena                    | Molitva Arcade Euphoria Heroes Rise like a Phoenix                                 |
| 2        | 21 aprile 2023 | Theodor Andrei                   | Stefania Fairytale Arcade Rise like a Phoenix Zitti e buoni Heroes Amar pelos dois |
| 2        | 21 aprile 2023 | Wild Youth                       | We Are One (Acustica)                                                              |
| 2        | 21 aprile 2023 | Sudden Lights                    | Aijā (Acustica)                                                                    |
| 2        | 21 aprile 2023 | TuralTuranX                      | Gəl ey səhər                                                                       |
| 2        | 21 aprile 2023 | Tvorchi                          | Heart of Steel (Remix)                                                             |
| 2        | 21 aprile 2023 | Mae Muller                       | I Wrote a Song (The Glory)                                                         |
| 2        | 21 aprile 2023 | Lord of the Lost                 | Blood & Glitter (Acustica)                                                         |
| 2        | 21 aprile 2023 | Let 3                            | Mama šč! (Live)                                                                    |
| 2        | 21 aprile 2023 | Piqued Jacks                     | Sunflower (Unplugged at Grandma's)                                                 |
| 2        | 21 aprile 2023 | Mimicat                          | Nobody Knows                                                                       |
| 2        | 21 aprile 2023 | Blanka                           | Satellite                                                                          |
| 2        | 21 aprile 2023 | Monika Linkytė                   | 1944                                                                               |
| 2        | 21 aprile 2023 | Alika                            | Arcade                                                                             |
| 2        | 21 aprile 2023 | Brunette                         | Amar pelos dois                                                                    |
| 2        | 21 aprile 2023 | Loreen                           | Euphoria (Acustica)                                                                |
| 2        | 21 aprile 2023 | Victor Vernicos                  | The Winner Takes It All                                                            |
| 3        | 28 aprile 2023 | Reiley                           | Breaking My Heart (Acustica)                                                       |
| 3        | 28 aprile 2023 | Alika                            | Bridges (Acustica)                                                                 |
| 3        | 28 aprile 2023 | Mia Nicolai & Dion Cooper        | Burning Daylight (Remix)                                                           |
| 3        | 28 aprile 2023 | Vesna                            | My Sister's Crown (Versione alternativa)                                           |
| 3        | 28 aprile 2023 | Loreen                           | Tattoo (Acustica)                                                                  |
| 3        | 28 aprile 2023 | Joker Out                        | Carpe diem (Party Version)                                                         |
| 3        | 28 aprile 2023 | Pasha Parfeni                    | Soarele și Luna (Versione Fireside)                                                |
| 3        | 28 aprile 2023 | Marco Mengoni                    | Luce                                                                               |
| 3        | 28 aprile 2023 | Lord of the Lost                 | Satellite                                                                          |
| 3        | 28 aprile 2023 | Blanca Paloma                    | Secreto de agua                                                                    |
| 3        | 28 aprile 2023 | Mae Muller                       | S.O.S.                                                                             |
| 3        | 28 aprile 2023 | La Zarra                         | L'oiseau et l'enfant                                                               |
| 3        | 28 aprile 2023 | Monika Linkytė                   | Stay                                                                               |
| 3        | 28 aprile 2023 | Remo Forrer                      | Watergun (Acustica)                                                                |
| 3        | 28 aprile 2023 | Gustaph                          | Where Are You?                                                                     |
| 3        | 28 aprile 2023 | Diljá                            | Hold Me Closer                                                                     |
| 3        | 28 aprile 2023 | Andrew Lambrou                   | Break a Broken Heart (Acustica)                                                    |
| 3        | 28 aprile 2023 | Mimicat                          | Ai coração (Acustica)                                                              |
| 3        | 28 aprile 2023 | Iru                              | Echo                                                                               |
| 3        | 28 aprile 2023 | Brunette                         | Future Lover (Acustica)                                                            |

Ulteriori performance che sono state pubblicate separatamente sul canale YouTube ufficiale sono state:
| Partecipanti                              | Brani                                      |
| ----------------------------------------- | ------------------------------------------ |
| Albina & Familja Kelmendi                 | Duje                                       |
| Diljá                                     | Power                                      |
| The Busker                                | Loose                                      |
| TuralTuranX                               | Tell Me More (Acustica)                    |
| Theodor Andrei                            | D.G.T. (Off and On) (Theodor's Jam)        |
| Piqued Jacks                              | Like an Animal (Unplugged in the Bathroom) |
| Mia Nicolai & Dion Cooper                 | The Loneliest                              |
| Marco Mengoni                             | Mi fiderò                                  |
| Pasha Parfeni feat. Capela Corală Moldova | Soarele și Luna                            |

## L'evento

### Semifinali
Digame ha composto le urne nelle quali sono stati divisi gli stati partecipanti, determinate in base allo storico delle votazioni. La loro composizione è stata così definita:
| Urna 1                                                       | Urna 2                                                                      | Urna 3                                                            | Urna 4                                                       | Urna 5                                                                  |
| ------------------------------------------------------------ | --------------------------------------------------------------------------- | ----------------------------------------------------------------- | ------------------------------------------------------------ | ----------------------------------------------------------------------- |
| - Albania - Austria - Svizzera - Croazia - Serbia - Slovenia | - Danimarca - Australia - Finlandia - Islanda - Norvegia - Svezia - Estonia | - Armenia - Azerbaigian - Georgia - Israele - Lettonia - Lituania | - Cipro - Grecia - Irlanda - Malta - Portogallo - San Marino | - Belgio - Repubblica Ceca - Paesi Bassi - Moldavia - Polonia - Romania |

Il 31 gennaio 2023, presso la Saint George's Hall di Liverpool, si è svolto il sorteggio (presentato da AJ Odudu e Rylan Clark) per determinare in quale metà di quale semifinale si esibiranno gli stati e la semifinale in cui avranno il diritto di voto gli stati già qualificati alla finale. Nel sorteggio è stato inoltre esplicitato che la prima semifinale sarebbe stata composta da 15 stati, mentre la seconda da 16, e che l'ordine di esibizione esatto sarebbe stato stabilito dalla produzione del programma e approvato dal supervisore UER e dal Gruppo di Controllo. In base all'esito del sorteggio, le semifinali sono state quindi così composte:
     Stati partecipanti alla prima semifinale
     Stati con diritto di voto nella prima semifinale
     Stati partecipanti alla seconda semifinale
     Stati con diritto di voto alla seconda semifinale
| 1ª semifinale 9 maggio 2023                               | 1ª semifinale 9 maggio 2023                                                        | 2ª semifinale 11 maggio 2023                                  | 2ª semifinale 11 maggio 2023                                           |
| --------------------------------------------------------- | ---------------------------------------------------------------------------------- | ------------------------------------------------------------- | ---------------------------------------------------------------------- |
| Serbia Lettonia Irlanda Norvegia Portogallo Croazia Malta | Svezia Moldavia Svizzera Israele Paesi Bassi Finlandia Azerbaigian Repubblica Ceca | Armenia Cipro Romania Danimarca Belgio Islanda Grecia Estonia | Albania Australia Austria Lituania San Marino Slovenia Georgia Polonia |
| Con diritto di voto: Francia Germania Italia              | Con diritto di voto: Francia Germania Italia                                       | Con diritto di voto: Regno Unito Spagna Ucraina               | Con diritto di voto: Regno Unito Spagna Ucraina                        |

Stati partecipanti alla prima semifinale
Stati con diritto di voto nella prima semifinale
Stati partecipanti alla seconda semifinale
Stati con diritto di voto alla seconda semifinale

L'ordine di uscita di entrambe le semifinali è stato reso noto il 22 marzo 2023, mentre quello della finale è stato reso noto il successivo 12 maggio.

#### Prima semifinale
La prima semifinale si è svolta il 9 maggio 2023 alle 21:00 CEST; vi hanno gareggiato 15 paesi e hanno votato anche Francia, Germania, Italia e il "Resto del mondo".
La semifinale è stata aperta con un'esibizione di danza sulle note di Together in Electric Dreams di Giorgio Moroder e Philip Oakey, a seguire la presentatrice Julija Sanina ha eseguito Majak insieme al marito Valerij Bebko, membro anche esso degli Hardkiss.
Nell'intervallo si sono esibiti: Al'oša con Ordinary World dei Duran Duran e il duo composto da Rebecca Ferguson e Rita Ora con un medley di Ritual, Anywhere, I Will Never Let You Down e Praising You.
| Nº | Stato           | Artista                   | Canzone               | Punti | Posizione |
| -- | --------------- | ------------------------- | --------------------- | ----- | --------- |
| 01 | Norvegia        | Alessandra                | Queen of Kings        | 102   | 6         |
| 02 | Malta           | The Busker                | Dance (Our Own Party) | 3     | 15        |
| 03 | Serbia          | Luke Black                | Samo mi se spava      | 37    | 10        |
| 04 | Lettonia        | Sudden Lights             | Aijā                  | 34    | 11        |
| 05 | Portogallo      | Mimicat                   | Ai coração            | 74    | 9         |
| 06 | Irlanda         | Wild Youth                | We Are One            | 10    | 12        |
| 07 | Croazia         | Let 3                     | Mama šč!              | 76    | 8         |
| 08 | Svizzera        | Remo Forrer               | Watergun              | 97    | 7         |
| 09 | Israele         | Noa Kirel                 | Unicorn               | 127   | 3         |
| 10 | Moldavia        | Pasha Parfeni             | Soarele și Luna       | 109   | 5         |
| 11 | Svezia          | Loreen                    | Tattoo                | 135   | 2         |
| 12 | Azerbaigian     | TuralTuranX               | Tell Me More          | 4     | 14        |
| 13 | Repubblica Ceca | Vesna                     | My Sister's Crown     | 110   | 4         |
| 14 | Paesi Bassi     | Mia Nicolai & Dion Cooper | Burning Daylight      | 7     | 13        |
| 15 | Finlandia       | Käärijä                   | Cha cha cha           | 177   | 1         |

12 punti (Televoto)
| N. | A               | Da                                                              |
| -- | --------------- | --------------------------------------------------------------- |
| 7  | Finlandia       | Croazia, Germania, Irlanda, Israele, Lettonia, Norvegia, Svezia |
| 4  | Israele         | Azerbaigian, Moldavia, Repubblica Ceca, Resto del mondo         |
| 2  | Moldavia        | Italia, Portogallo                                              |
| 2  | Portogallo      | Francia, Svizzera                                               |
| 2  | Svezia          | Malta, Paesi Bassi                                              |
| 1  | Croazia         | Serbia                                                          |
| 1  | Repubblica Ceca | Finlandia                                                       |

#### Seconda semifinale
La seconda semifinale si è svolta il 11 maggio 2023 alle 21:00 CEST; vi hanno gareggiato 16 paesi e hanno votato anche Regno Unito, Spagna, Ucraina e il "Resto del mondo".
Nell'intervallo si sono esibite: Marija Jaremčuk, Otoy e Zlata Dzjun'ka con Music Unites Generations, un medley di famose opere musicali ucraine. Inoltre, il trio composto dalle drag queen Miss Demeanour, Miss Mercedes Bends e Tomara Thomas insieme alla Podillja Dance Ensemble hanno eseguito Be Who You Wanna Be, un medley di Free Yourself, Free Your Mind, Free e We Got Love. 
| Nº | Stato      | Artista                   | Canzone                | Punti | Posizione |
| -- | ---------- | ------------------------- | ---------------------- | ----- | --------- |
| 01 | Danimarca  | Reiley                    | Breaking My Heart      | 6     | 14        |
| 02 | Armenia    | Brunette                  | Future Lover           | 99    | 6         |
| 03 | Romania    | Theodor Andrei            | D.G.T. (Off and On)    | 0     | 15        |
| 04 | Estonia    | Alika                     | Bridges                | 74    | 10        |
| 05 | Belgio     | Gustaph                   | Because of You         | 90    | 8         |
| 06 | Cipro      | Andrew Lambrou            | Break a Broken Heart   | 94    | 7         |
| 07 | Islanda    | Diljá                     | Power                  | 44    | 11        |
| 08 | Grecia     | Victor Vernicos           | What They Say          | 14    | 13        |
| 09 | Polonia    | Blanka                    | Solo                   | 124   | 3         |
| 10 | Slovenia   | Joker Out                 | Carpe diem             | 103   | 5         |
| 11 | Georgia    | Iru                       | Echo                   | 33    | 12        |
| 12 | San Marino | Piqued Jacks              | Like an Animal         | 0     | 16        |
| 13 | Austria    | Teya & Salena             | Who the Hell Is Edgar? | 137   | 2         |
| 14 | Albania    | Albina & Familja Kelmendi | Duje                   | 83    | 9         |
| 15 | Lituania   | Monika Linkytė            | Stay                   | 110   | 4         |
| 16 | Australia  | Voyager                   | Promise                | 149   | 1         |

12 punti (Televoto)
| N. | A         | Da                        |
| -- | --------- | ------------------------- |
| 3  | Australia | Albania, Estonia, Islanda |
| 3  | Slovenia  | Polonia, Romania, Spagna  |
| 2  | Albania   | Slovenia, Resto del mondo |
| 2  | Armenia   | Belgio, Georgia           |
| 2  | Lituania  | San Marino, Regno Unito   |
| 2  | Polonia   | Lituania, Ucraina         |
| 1  | Austria   | Australia                 |
| 1  | Belgio    | Austria                   |
| 1  | Cipro     | Grecia                    |
| 1  | Georgia   | Armenia                   |
| 1  | Grecia    | Cipro                     |
| 1  | Islanda   | Danimarca                 |

### Finale
La finale si è svolta il 13 maggio 2023 alle 21:00 CEST. Vi hanno gareggiato 26 paesi di cui:
- i primi 10 classificati durante la prima semifinale;
- i primi 10 classificati durante la seconda semifinale;
- i 5 finalisti di diritto, i cosiddetti Big Five, ovvero Francia, Germania, Italia, Regno Unito e Spagna;
- l'Ucraina, vincitrice dell'edizione precedente.

In seguito a un sorteggio, è stato stabilito che l'Ucraina e il Regno Unito, gli stati organizzatori, si sarebbero esibiti rispettivamente al 19º e al 26º posto.
Hanno aperto la finale i Kalush Orchestra con Stefania e Changes.  Inoltre, durante la parata delle bandiere, che ha presentato tutti i ventisei finalisti, si sono esibiti i Go_A, Jamala, Tina Karol' e Vjerka Serdjučka che hanno rivisitato i brani con cui hanno partecipato alla manifestazione – Šum, 1944, Show Me Your Love e Dancing Lasha Tumbai -  mixati con classici britannici.
L'intervallo includeva: Sam Ryder insieme a Roger Taylor dei Queen con Mountain, e The Liverpool Songbook, un medley di famosi brani britannici eseguiti da ex partecipanti della competizione – Mahmood con Imagine, Netta con You Spin Me Round (like a Record), Daði Freyr con Whole Again, Cornelia Jakobs con I Turn to You e Sonia con Better the Devil You Know – sempre i suddetti artisti insieme ai presentatori e a Ruslana – tramite un'apparizione preregistrata alla Porta d'Oro di Kiev – hanno eseguito You'll Never Walk Alone.
| Nº | Stato           | Artista                   | Canzone                | Punti | Posizione |
| -- | --------------- | ------------------------- | ---------------------- | ----- | --------- |
| 01 | Austria         | Teya & Salena             | Who the Hell Is Edgar? | 120   | 15        |
| 02 | Portogallo      | Mimicat                   | Ai coração             | 59    | 23        |
| 03 | Svizzera        | Remo Forrer               | Watergun               | 92    | 20        |
| 04 | Polonia         | Blanka                    | Solo                   | 93    | 19        |
| 05 | Serbia          | Luke Black                | Samo mi se spava       | 30    | 24        |
| 06 | Francia         | La Zarra                  | Évidemment             | 104   | 16        |
| 07 | Cipro           | Andrew Lambrou            | Break a Broken Heart   | 126   | 12        |
| 08 | Spagna          | Blanca Paloma             | Eaea                   | 100   | 17        |
| 09 | Svezia          | Loreen                    | Tattoo                 | 583   | 1         |
| 10 | Albania         | Albina & Familja Kelmendi | Duje                   | 76    | 22        |
| 11 | Italia          | Marco Mengoni             | Due vite               | 350   | 4         |
| 12 | Estonia         | Alika                     | Bridges                | 168   | 8         |
| 13 | Finlandia       | Käärijä                   | Cha cha cha            | 526   | 2         |
| 14 | Repubblica Ceca | Vesna                     | My Sister's Crown      | 129   | 10        |
| 15 | Australia       | Voyager                   | Promise                | 151   | 9         |
| 16 | Belgio          | Gustaph                   | Because of You         | 182   | 7         |
| 17 | Armenia         | Brunette                  | Future Lover           | 122   | 14        |
| 18 | Moldavia        | Pasha Parfeni             | Soarele și Luna        | 96    | 18        |
| 19 | Ucraina         | Tvorchi                   | Heart of Steel         | 243   | 6         |
| 20 | Norvegia        | Alessandra                | Queen of Kings         | 268   | 5         |
| 21 | Germania        | Lord of the Lost          | Blood & Glitter        | 18    | 26        |
| 22 | Lituania        | Monika Linkytė            | Stay                   | 127   | 11        |
| 23 | Israele         | Noa Kirel                 | Unicorn                | 362   | 3         |
| 24 | Slovenia        | Joker Out                 | Carpe diem             | 78    | 21        |
| 25 | Croazia         | Let 3                     | Mama šč!               | 123   | 13        |
| 26 | Regno Unito     | Mae Muller                | I Wrote a Song         | 24    | 25        |

| Pos. | Televoto        | Punti | Giuria          | Punti |
| ---- | --------------- | ----- | --------------- | ----- |
| 1    | Finlandia       | 376   | Svezia          | 340   |
| 2    | Svezia          | 243   | Israele         | 177   |
| 3    | Norvegia        | 216   | Italia          | 176   |
| 4    | Ucraina         | 189   | Finlandia       | 150   |
| 5    | Israele         | 185   | Estonia         | 146   |
| 6    | Italia          | 174   | Australia       | 130   |
| 7    | Croazia         | 112   | Belgio          | 127   |
| 8    | Polonia         | 81    | Austria         | 104   |
| 9    | Moldavia        | 76    | Spagna          | 95    |
| 10   | Albania         | 59    | Repubblica Ceca | 94    |
| 11   | Cipro           | 58    | Lituania        | 81    |
| 12   | Belgio          | 55    | Armenia         | 69    |
| 13   | Armenia         | 53    | Cipro           | 68    |
| 14   | Francia         | 50    | Svizzera        | 61    |
| 15   | Lituania        | 46    | Francia         | 54    |
| 16   | Slovenia        | 45    | Ucraina         | 54    |
| 17   | Repubblica Ceca | 35    | Norvegia        | 52    |
| 18   | Svizzera        | 31    | Portogallo      | 43    |
| 19   | Estonia         | 22    | Slovenia        | 33    |
| 20   | Australia       | 21    | Moldavia        | 20    |
| 21   | Austria         | 16    | Albania         | 17    |
| 22   | Portogallo      | 16    | Regno Unito     | 15    |
| 23   | Serbia          | 16    | Serbia          | 14    |
| 24   | Germania        | 15    | Polonia         | 12    |
| 25   | Regno Unito     | 9     | Croazia         | 11    |
| 26   | Spagna          | 5     | Germania        | 3     |

12 punti (Giuria)
| N. | A               | Da |
| -- | --------------- | --- |
| 15 | Svezia          | Albania, Cipro, Danimarca, Estonia, Finlandia, Germania, Irlanda, Israele, Lituania, Malta, Moldavia, Paesi Bassi, Regno Unito, Spagna, Ucraina |
| 5  | Israele         | Armenia, Azerbaigian, Francia, Italia, Polonia                                                                                                  |
| 5  | Italia          | Austria, Croazia, Romania, San Marino, Slovenia                                                                                                 |
| 3  | Belgio          | Australia, Georgia, Grecia |
| 2  | Australia       | Islanda, Portogallo |
| 2  | Finlandia       | Norvegia, Svezia |
| 1  | Austria         | Belgio |
| 1  | Estonia         | Lettonia |
| 1  | Repubblica Ceca | Svizzera |
| 1  | Slovenia        | Serbia |
| 1  | Ucraina         | Repubblica Ceca |

12 punti (Televoto)
| N. | A         | Da |
| -- | --------- | --- |
| 18 | Finlandia | Australia, Austria, Belgio, Danimarca, Estonia, Germania, Irlanda, Islanda, Israele, Lituania, Norvegia, Paesi Bassi, Regno Unito, San Marino, Serbia, Spagna, Svezia |
| 4  | Israele   | Armenia, Azerbaigian, Cipro, Resto del mondo |
| 4  | Ucraina   | Moldavia, Polonia, Portogallo, Repubblica Ceca |
| 2  | Armenia   | Francia, Georgia |
| 2  | Italia    | Albania, Malta |
| 2  | Moldavia  | Italia, Romania |
| 1  | Albania   | Svizzera |
| 1  | Croazia   | Slovenia |
| 1  | Cipro     | Grecia |
| 1  | Norvegia  | Finlandia |
| 1  | Polonia   | Ucraina |
| 1  | Slovenia  | Croazia |

## Premi "Marcel Bezençon"
I vincitori dei premi sono stati:
- Premio della stampa:  Svezia
- Premio artistico:  Svezia
- Premio alla miglior composizione:  Italia

## OGAE 2023
I membri dell'OGAE, organizzazione internazionale che consiste in una rete di gruppi fan della competizione, di paesi europei e non, come ogni anno hanno avuto l'opportunità di votare dal 1º al 28 aprile per la loro canzone preferita prima della gara e i risultati sono stati pubblicati sul sito web dell'organizzazione.
La tabella raffigura il voto di 42 gruppi OGAE.
| Posizione | Paese     | Cantante      | Canzone                | Punti |
| --------- | --------- | ------------- | ---------------------- | ----- |
| 1         | Svezia    | Loreen        | Tattoo                 | 423   |
| 2         | Finlandia | Käärijä       | Cha cha cha            | 394   |
| 3         | Francia   | La Zarra      | Évidemment             | 302   |
| 4         | Norvegia  | Alessandra    | Queen of Kings         | 263   |
| 5         | Austria   | Teya & Salena | Who the Hell Is Edgar? | 228   |

## Giurie
Il 14 maggio 2023 l'UER ha reso nota la lista dei membri delle giurie nazionali, che hanno stilato parte della classifica durante la finale dell'evento.
- Albania: Haig Zacharian, Josif Gjipali, Sokol Marsi, Eneda Tarifa, Sonila Djepaxhia
- Armenia: Arsen Grigoryan, David Badalyan, Hrach Keshishyan, Vahagn Gevorgyan, Sona Rubenyan
- Australia: Andrew Farriss, Edmund Perfect, Latifa Tee, Toni Pearen, Brihony Dawson
- Austria: Christian Andreas Ude, Peter Schreiber, Thomas Traint, Elke Kaufmann, Alica Ouschan
- Azerbaigian: Anar Yusufov, Emin Useynov, Gülyaz Məmmədova, Təranə Muradova, Zümrüd Dadaşzadə
- Belgio: Alex Callier, Lester William Senior, Sam Jaspers, Laura Govaerts, Laura Groeseneken
- Cipro: Nikolas Markantōnīs, Pantelī Panagiōtou, Alexia Moutafidou, Antrī Aggelidou, Marilenī Staurou
- Croazia: Branimir Mihaljević, Damir Kedžo, Nikša Bratoš, Albina Grčić, Jelena Balent
- Danimarca: Anders Øhrstrøm, Andreas Hemmeth, Brigitte Naess-Schmidt, Ericka Jane Pedersen, Lise Cabble
- Estonia: Bert Järvet, Gevin Niglas, Tambet Mumma, Dagmar Oja, Liis Lemsalu
- Finlandia: Ilkka Juhani Mattila, Roy Jonas Olsson, Kaisa Korhonen, Niina Jokiaho, Saara Aliisa Amanda Everi
- Francia: Alexandre Pipieri, Julien Comblat, Catherine Sadok, Elsa Najar, Zaïa Haddouche
- Georgia: David Tsintsadze, Giorgi Toradze, Anri Jokhadze, Lana Kutateladze, Sopho Khalvashi
- Germania: Arne Surendra Ghosh, Kai Tölke, Alina Süggeler, Anica Russo, Katja Ebstein
- Grecia: Chrīstos Giakoumopoulos, Fōtios Giannoutsos, Nikolaos Nikolakopoulos, Claudia Matola, Evanthia Theotokatou
- Irlanda: Paul McLoone, Brooke Scullion, Erica-Cody, Kellie Lewis
- Islanda: Arnar Eggert Thoroddsen, Sigurjón Örn Böðvarsson, Heiða Eiríksdóttir, Kristjana Stefánsdóttir, Lovísa Rut Kristjánsdóttir
- Israele: Amir Ben-David, Ron Biton, Adi Perry Cohen, Tal Argaman Peleg, Yasmin Ishbi
- Italia: Carlo Massarini, Fabrizio D'Alessio, Maria Grazia Fontana, Stefania Zizzari, Tiziana Tosca Donati
- Lettonia: Jānis Stībelis, Kristaps Vanadziņš, Aminata Savadogo, Asnate Rancāne
- Lituania: Jonas Nainys, Julijus Grickevičius, Vaidotas Valiukevičius, Eglė Juozapaitienė, Nombeko Augustė Khotseng
- Malta: Emil Calleja Bayliss, Gerard James Borg, Ludwig Galea, Brooke Borg, Moira Stafrace
- Moldavia: Leonid Melnic, Liviu Știrbu, Aliona Moon, Aliona Triboi, Viorica Atanasov-Tăbârță
- Norvegia: Jonas Nes Steinset, Raymond Enoksen, Eli Kristin Hanssveen, Emmy Kristine Guttulsrud Kristiansen, Mimmi Tamba
- Paesi Bassi: Jeroen Kijk in de Vegte, Rob DeKay, Froukje Veenstra, Samya Hafsaoui, Sjamke de Voogd
- Polonia: Grzegorz Urban, Marcin Kusy, Zygmunt Kukla, Kamila Sowińska, Agnieszka Wilczynska
- Portogallo: Gustavo Almeida, Nuno Rafael Mota, Ana Carina de Almeida, Milhanas, Patricia Antunes
- Regno Unito: Jack Francis Hawitt, Jim Robert Spencer, Theo Augustus Johnson, Heidi Range, Shaznay Lewis
- Repubblica Ceca: Lukáš Chromek, Miloš Dvořáček, Annamária d'Almeida, Elizabeth Kopecká, Kateřina Králová
- Romania: Bogdan Stratula, Razvan Petre, Alexandra Cepraga, Christina Nicoleta Savulescu, Monica Anghel
- San Marino: Francesco Stefanelli, Lewis Busignani, Luca Zucchi, Barbara Andreini, Sabrina Minguzzi
- Serbia: Dragan Đorđević, Žika Zana, Konstrakta, Sandra Perović, Sara Jo
- Slovenia: Hugo Smeh, Jernej Sobočan Ivanovič, Matjaž Vlaši, Edita Čepin, Lara-B
- Spagna: Aaron Sáez Escolano, Francisco Viñolo Linares, Estefanía García, Marta Sango, Vicky Gómez
- Svezia: Fredrik Lars Kempe, Robert Sehlberg, Arantxa Álvarez, Clara Klingenström,
- Svizzera: Benjamin Jon Alasu, Mauro Rossi, Thierry Epiney, Roxane Lara Debora Ischi, Zoë Kressler
- Ucraina: Jevhen Chmara, Oleh Sobčuk, Oleksandr Sydorenko, Antonina Matvijenko, Svitlana Tarabarova

## Stati non partecipanti
- Andorra: il 26 maggio 2022 Dani Ortolà, gestore dei contenuti dell'emittente RTVA, ha confermato che il ritorno del principato alla manifestazione era al momento improbabile.[158] Il successivo 29 maggio l'emittente ha confermato che il paese non avrebbe preso parte all'edizione 2023.[159]
- Bielorussia: in seguito all'espulsione dell'emittente bielorussa BTRC dall'Unione europea di radiodiffusione, avvenuta il 1º luglio 2021, la nazione non dispone dei diritti di partecipazione e trasmissione del concorso fino al 2024.[160]
- Bosnia ed Erzegovina: il 14 ottobre 2022 BHRT ha confermato che il paese non sarebbe tornato a partecipare in quest'edizione, citando i forti debiti verso l'UER.[161]
- Bulgaria: il 14 ottobre 2022 BNT ha confermato che il paese non sarebbe tornato a partecipare in quest'edizione, citando mancanza d'interesse da parte dell'emittente.[162]
- Kazakistan: il 5 ottobre 2022 Jan Muqanov, produttore televisivo kazako, ha confermato che l'emittente KA ha tutte le intenzioni di debuttare al concorso nell'edizione 2023. Tuttavia, la decisione finale sarebbe stata presa esclusivamente dall'UER poiché l'emittente necessita di un invito di partecipazione in quanto membro associato.[163] Il successivo 20 ottobre l'UER ha annunciato la non partecipazione del paese.
- Kosovo: il 16 maggio 2022 Shkumbin Ahmetxhekaj, direttore dell'emittente RTK, ha confermato che l'emittente kosovara mira a fare domanda per l'adesione all'UER entro la fine dell'anno; confermando inoltre che, con l'adesione all'ente paneuropeo, il paese sarebbe in grado di partecipare alla manifestazione canora.[164] Il successivo 20 ottobre l'UER ha annunciato la non partecipazione del paese.
- Lussemburgo: il 2 agosto 2022 RTL ha confermato che il paese non sarebbe tornato a partecipare in quest'edizione.[165]
- Macedonia del Nord: dopo aver valutato un ritiro in seguito ad alcune controversie avvenute durante l'edizione 2022,[166] il 14 ottobre 2022 l'emittente macedone MRT ha confermato la decisione, citando dei problemi finanziari.[167]
- Montenegro: il 30 giugno 2022 l'emittente RTCG ha confermato che non avrebbe partecipato al Junior Eurovision Song Contest 2022 citando la concentrazione sulla partecipazione all'Eurovision.[168] Tuttavia, il successivo 13 ottobre l'emittente ha dichiarato che non avrebbe preso parte a quest'edizione per via di problemi finanziari.[169]
- Principato di Monaco: il 22 novembre 2021 il Consiglio di governo del Principato di Monaco aveva dichiarato che una parte del bilancio statale del microstato era stato riservato alla partecipazione al concorso nel 2023.[170] Tuttavia, il 5 settembre 2022, MMD ha confermato che il paese non sarebbe tornato a partecipare, citando che la nuova rete televisiva nazionale TV Monaco, incaricata alla partecipazione del concorso, sarà lanciata non prima del 1º settembre 2023, rispetto al periodo inizialmente pianificato per la fine del 2022.[171][172][173]
- Russia: il 26 febbraio 2022 tutte le emittenti russe hanno interrotto l'affiliazione con l'UER, in seguito alla decisione di quest'ultima di escludere la nazione dal partecipare all'Eurovision Song Contest 2022 dovuto alla crisi russo-ucraina, con la successiva invasione del territorio ucraino da parte delle forze armate russe.[174][175] Il successivo 26 maggio l'UER ha confermato ufficialmente l'espulsione a tempo indeterminato delle emittenti russe dall'affiliazione, facendo perdere alla nazione i diritti di partecipazione e trasmissione del concorso.[176]
- Slovacchia: il 10 giugno 2022 RTVS ha confermato che il paese non sarebbe tornato a partecipare in quest'edizione.[177]

## Trasmissione dell'evento e commentatori

### Televisione e radio
| Paese              | Trasmissione                | Emittente          | Stazione                                        | Commentatori                                              | Note                            |
| ------------------ | --------------------------- | ------------------ | ----------------------------------------------- | --------------------------------------------------------- | ------------------------------- |
| Albania            | Completa                    | RTSH               | RTSH 1 RTSH Muzikë Radio Tirana                 | Andri Xhahu                                               | [ 178 ]                         |
| Armenia            | Completa                    | ARMTV              | Armenia 1                                       | Hrachuhi Utmazyan Hamlet Arakelyan                        | [ 179 ] [ 180 ]                 |
| Australia          | Completa                    | SBS                | SBS Television                                  | Myf Warhurst Joel Creasey                                 | [ 181 ]                         |
| Austria            | Completa                    | ORF                | ORF 1                                           | Andi Knoll                                                | [ 182 ] [ 183 ] [ 184 ]         |
| Austria            | Finale                      | ORF                | FM4                                             | Jan Böhmermann Olli Schulz                                | [ 182 ] [ 183 ] [ 184 ]         |
| Azerbaigian        | Completa                    | İTV                | İctimai Televiziya                              | Azər Süleymanlı                                           | [ 185 ]                         |
| Belgio             | Prima semifinale            | RTBF               | Tipik                                           | Jean-Louis Lahaye Maureen Louys                           | [ 186 ] [ 187 ] [ 188 ]         |
| Belgio             | Seconda semifinale e finale | RTBF               | La Une                                          | Jean-Louis Lahaye Maureen Louys                           | [ 186 ] [ 187 ] [ 188 ]         |
| Belgio             | Completa                    | RTBF               | VivaCité                                        | Jean-Louis Lahaye Maureen Louys                           | [ 186 ] [ 187 ] [ 188 ]         |
| Belgio             | Completa                    | VRT                | VRT 1                                           | Peter Van de Veire                                        | [ 186 ] [ 187 ] [ 188 ]         |
| Belgio             | Finale                      | VRT                | Radio 2                                         | Peter Van de Veire                                        | [ 186 ] [ 187 ] [ 188 ]         |
| Cile               | Finale                      | Canal 13           | Canal 13                                        | Sergio Lagos Rayén Araya                                  | [ 189 ] [ 190 ]                 |
| Cipro              | Completa                    | CyBC               | CyBC 1 CyBC HD CyBC Sat                         | Melina Karageōrgiou Alexandros Taramountas                | [ 191 ]                         |
| Croazia            | Completa                    | HRT                | HRT 1 HR 2                                      | Duško Ćurlić                                              | [ 192 ]                         |
| Danimarca          | Completa                    | DR                 | DR1                                             | Nicolai Molbech                                           | [ 193 ] [ 194 ]                 |
| Estonia            | Completa                    | ERR                | ETV                                             | Marko Reikop                                              | [ 195 ] [ 196 ]                 |
| Estonia            | Completa                    | ERR                | ETV+                                            | Aleksandr Hobotov Julia Kalenda                           | [ 195 ] [ 196 ]                 |
| Estonia            | Finale                      | ERR                | ETV2                                            | Interpreti vari                                           | [ 195 ] [ 196 ]                 |
| Fær Øer            | Completa                    | KVF                | KVF                                             | Gunnar Nolsøe Siri Súsonnudóttir Hansen                   | [ 197 ]                         |
| Fær Øer            | Completa                    | KVF                | KVF                                             | Nicolai Molbech                                           | [ 197 ]                         |
| Finlandia          | Completa                    | Yle                | Yle TV1                                         | Mikko Silvennoinen                                        | [ 198 ]                         |
| Finlandia          | Completa                    | Yle                | Yle Radio Suomi                                 | Sanna Pirkkalainen Jorma Hietamäki                        | [ 198 ]                         |
| Finlandia          | Completa                    | Yle                | Yle X3M                                         | Eva Frantz Johan Lindroos                                 | [ 198 ]                         |
| Finlandia          | Prima semifinale e finale   | Yle                | YleX                                            | Sini Laitinen                                             | [ 198 ]                         |
| Francia            | Semifinali                  | France Télévisions | France 4                                        | Anggun André Manoukian                                    | [ 199 ]                         |
| Francia            | Finale                      | France Télévisions | France 2                                        | Stéphane Bern Laurence Boccolini                          | [ 199 ]                         |
| Georgia            | Completa                    | GPB                | 1TV                                             | Nika Lobiladze                                            | [ 200 ] [ 201 ]                 |
| Germania           | Completa                    | ARD/NDR            | One                                             | Peter Urban                                               | [ 202 ] [ 203 ] [ 204 ]         |
| Germania           | Finale                      | ARD/NDR            | Das Erste                                       | Peter Urban                                               | [ 202 ] [ 203 ] [ 204 ]         |
| Germania           | Finale                      | Deutsche Welle     | DW Deutsch DW Deutsch+                          | Peter Urban                                               | [ 202 ] [ 203 ] [ 204 ]         |
| Grecia             | Completa                    | ERT                | ERT1                                            | Maria Kozakou Jenny Melita Dīmītrīs Meidanīs              | [ 205 ] [ 206 ]                 |
| Grecia             | Completa                    | ERT                | Deftero Programma                               | Maria Kozakou Jenny Melita Dīmītrīs Meidanīs              | [ 205 ] [ 206 ]                 |
| Irlanda            | Prima semifinale e finale   | RTÉ                | RTÉ One                                         | Marty Whelan                                              | [ 207 ] [ 208 ] [ 209 ]         |
| Irlanda            | Seconda semifinale          | RTÉ                | RTÉ 2                                           | Marty Whelan                                              | [ 207 ] [ 208 ] [ 209 ]         |
| Irlanda            | Prima semifinale e finale   | RTÉ                | RTÉ 2FM                                         | Neil Doherty Zbyszek Zalinski                             | [ 207 ] [ 208 ] [ 209 ]         |
| Islanda            | Completa                    | RÚV                | RÚV 1 RÚV 2                                     | Gísli Marteinn Baldursson                                 | [ 210 ]                         |
| Israele            | Semifinali                  | IPBC               | Kan 11 Kan Educational Kan 88                   | Asaf Liberman Akiva Novick Doron Medalie                  | [ 211 ] [ 212 ] [ 213 ]         |
| Israele            | Finale                      | IPBC               | Kan 11 Kan Tarbut Kan Bet                       | Asaf Liberman Akiva Novick Doron Medalie                  | [ 211 ] [ 212 ] [ 213 ]         |
| Israele            | Finale                      | IPBC               | Kan 88                                          | Kobi Manora Sharon Kantor                                 | [ 211 ] [ 212 ] [ 213 ]         |
| Italia             | Semifinali                  | Rai                | Rai 2                                           | Gabriele Corsi Mara Maionchi                              | [ 214 ] [ 215 ] [ 216 ] [ 217 ] |
| Italia             | Finale                      | Rai                | Rai 1                                           | Gabriele Corsi Mara Maionchi                              | [ 214 ] [ 215 ] [ 216 ] [ 217 ] |
| Italia             | Completa                    | Rai                | Rai Radio 2                                     | LaMario Diletta Parlangeli Saverio Raimondo               | [ 214 ] [ 215 ] [ 216 ] [ 217 ] |
| Kosovo             | Completa                    | RTK                | RTK 1                                           | Jeta Çitaku Ylber Asllanaj                                | [ 218 ]                         |
| Lettonia           | Completa                    | LTV                | LTV1                                            | Toms Grēviņš Lauris Reiniks                               | [ 219 ]                         |
| Lituania           | Completa                    | LRT                | LRT Televizija LRT Radijas                      | Ramūnas Zilnys                                            | [ 220 ]                         |
| Macedonia del Nord | Completa                    | MRT                | MRT 1 MRT 2 Radio Skopje                        | Aleksandra Jovanovska Eli Tanaskovska                     | [ 221 ] [ 222 ]                 |
| Malta              | Completa                    | PBS                | TVM                                             | Nessuno                                                   | [ 223 ]                         |
| Moldavia           | Completa                    | TRM                | Moldova 1 Radio Moldova Radio Moldova Muzical   | Ion Jalbă                                                 | [ 224 ]                         |
| Montenegro         | Completa                    | RTCG               | TVCG 2                                          | Dražen Bauković Tijana Mišković                           | [ 225 ] [ 226 ]                 |
| Norvegia           | Completa                    | NRK                | NRK1                                            | Marte Stokstad                                            | [ 227 ]                         |
| Paesi Bassi        | Completa                    | NPO                | NPO 1 BVN                                       | Cornald Maas Jan Smit                                     | [ 228 ] [ 229 ] [ 230 ] [ 231 ] |
| Paesi Bassi        | Finale                      | NPO                | NPO Radio 2                                     | Wouter van der Goes Frank van 't Hof                      | [ 228 ] [ 229 ] [ 230 ] [ 231 ] |
| Polonia            | Completa                    | TVP                | TVP1 TVP Polonia                                | Aleksander Sikora Marek Sierocki                          | [ 232 ] [ 233 ] [ 234 ]         |
| Portogallo         | Completa                    | RTP                | RTP1 RTP Internacional RTP África               | José Carlos Malato Nuno Galopim                           | [ 235 ] [ 236 ] [ 237 ]         |
| Regno Unito        | Semifinali                  | BBC                | BBC One                                         | Scott Mills Rylan Clark                                   | [ 238 ] [ 239 ] [ 240 ] [ 241 ] |
| Regno Unito        | Finale                      | BBC                | BBC One                                         | Mel Giedroyc Graham Norton                                | [ 238 ] [ 239 ] [ 240 ] [ 241 ] |
| Regno Unito        | Semifinali                  | BBC                | BBC Radio 2 BBC Radio Merseyside BBC Red Button | Paddy O'Connell                                           | [ 238 ] [ 239 ] [ 240 ] [ 241 ] |
| Regno Unito        | Finale                      | BBC                | BBC Radio 2                                     | Scott Mills Rylan Clark                                   | [ 238 ] [ 239 ] [ 240 ] [ 241 ] |
| Regno Unito        | Finale                      | BBC                | BBC Radio Merseyside BBC Red Button             | Claire Sweeney Paul Quinn                                 | [ 238 ] [ 239 ] [ 240 ] [ 241 ] |
| Repubblica Ceca    | Completa                    | ČT                 | ČT 2                                            | Jan Maxián                                                | [ 242 ] [ 243 ] [ 244 ]         |
| Romania            | Completa                    | TVR                | TVR 1 TVRi                                      | Bogdan Stănescu Kyrie Mendél                              | [ 245 ]                         |
| San Marino         | Completa                    | SMRTV              | San Marino RTV Radio San Marino                 | Lia Fiorio Gigi Restivo                                   | [ 246 ] [ 247 ]                 |
| Serbia             | Semifinali                  | RTS                | RTS3                                            | Duška Vučinić                                             | [ 248 ] [ 249 ]                 |
| Serbia             | Finale                      | RTS                | RTS1                                            | Duška Vučinić                                             | [ 248 ] [ 249 ]                 |
| Serbia             | Completa                    | RTS                | RTS Svet                                        | Duška Vučinić                                             | [ 248 ] [ 249 ]                 |
| Slovacchia         | Finale                      | RTVS               | Rádio FM                                        | Daniel Baláž Lucia Haverlík Pavol Hubinák Juraj Malíček   | [ 250 ] [ 251 ]                 |
| Slovenia           | Semifinali                  | RTV SLO            | TV SLO 2                                        | Andrej Hofer                                              | [ 252 ]                         |
| Slovenia           | Finale                      | RTV SLO            | TV SLO 1                                        | Andrej Hofer                                              | [ 252 ]                         |
| Slovenia           | Seconda semifinale e finale | RTV SLO            | Radio Val 202 Radio Maribor                     | Maja Stepančič Maruša Kerec Uršula Zaletelj Neja Jerant   | [ 252 ]                         |
| Spagna             | Prima semifinale            | RTVE               | La 2                                            | Tony Aguilar Julia Varela                                 | [ 253 ] [ 254 ] [ 255 ] [ 256 ] |
| Spagna             | Seconda semifinale e finale | RTVE               | La 1                                            | Tony Aguilar Julia Varela                                 | [ 253 ] [ 254 ] [ 255 ] [ 256 ] |
| Spagna             | Completa                    | RTVE               | TVE Internacional                               | Tony Aguilar Julia Varela                                 | [ 253 ] [ 254 ] [ 255 ] [ 256 ] |
| Spagna             | Finale                      | RTVE               | Radio Nacional                                  | David Asensio Imanol Durán Irene Vaquero Ángela Fernández | [ 253 ] [ 254 ] [ 255 ] [ 256 ] |
| Svezia             | Completa                    | SVT                | SVT1                                            | Edward af Sillén Måns Zelmerlöw                           | [ 257 ] [ 258 ]                 |
| Svezia             | Completa                    | SR                 | SR P4                                           | Carolina Norén                                            | [ 257 ] [ 258 ]                 |
| Svizzera           | Semifinali                  | SRF                | SRF zwei                                        | Sven Epiney                                               | [ 259 ] [ 260 ] [ 261 ]         |
| Svizzera           | Finale                      | SRF                | SRF 1                                           | Sven Epiney                                               | [ 259 ] [ 260 ] [ 261 ]         |
| Svizzera           | Semifinali                  | RTS                | RTS 2                                           | Jean-Marc Richard Nicolas Tanner Priscilla Formaz         | [ 259 ] [ 260 ] [ 261 ]         |
| Svizzera           | Finale                      | RTS                | RTS 1                                           | Jean-Marc Richard Nicolas Tanner Priscilla Formaz         | [ 259 ] [ 260 ] [ 261 ]         |
| Svizzera           | Semifinali                  | RSI                | RSI LA2                                         | Ellis Cavallini Gian-Andrea Costa                         | [ 259 ] [ 260 ] [ 261 ]         |
| Svizzera           | Finale                      | RSI                | RSI LA1                                         | Ellis Cavallini Gian-Andrea Costa                         | [ 259 ] [ 260 ] [ 261 ]         |
| Ucraina            | Completa                    | UA:PBC             | Suspil'ne Kul'tura                              | Timur Mirošnyčenko                                        | [ 262 ] [ 263 ]                 |

### Streaming
| Paese       | Emittente          | Piattaforma            |
| ----------- | ------------------ | ---------------------- |
| Belgio      | RTBF               | Auvio                  |
| Belgio      | VRT                | VRT MAX                |
| Finlandia   | Yle                | Yle Areena             |
| Francia     | France Télévisions | Culturebox             |
| Germania    | ARD/NDR            | Eurovision.de          |
| Irlanda     | RTÉ                | RTÉ Player             |
| Islanda     | RÚV                | RUV.is                 |
| Israele     | IPBC               | KAN                    |
| Italia      | Rai                | RaiPlay                |
| Regno Unito | BBC                | BBC iPlayer BBC Sounds |
| Stati Uniti | NBC                | Peacock                |
| Svezia      | SVT                | SVT Play               |
| Mondo       | TikTok YouTube     | TikTok YouTube         |

## Ascolti
In totale, l'Eurovision Song Contest 2023 è stato seguito in diretta televisiva da 162 milioni di spettatori nei 38 paesi che hanno reso disponibili i propri dati di ascolto, 1 milione in più rispetto all'edizione precedente. A questi si aggiungono 7,6 milioni di utenti che hanno seguito la trasmissione della finale su YouTube e 4,8 milioni su TikTok.

## Portavoce
L'ordine di presentazione ufficiale è stato stabilito il 13 maggio 2023, il giorno della finale:
1. Ucraina: Zlata Ohnjevič (Rappresentante dello stato all'Eurovision Song Contest 2013 e portavoce nelle edizioni 2014 e 2017)
2. Italia: Kaze
3. Lettonia: Jānis Pētersons (Rappresentante dello stato all'Eurovision Song Contest 2022 come parte dei Citi Zēni)
4. Paesi Bassi: S10 (Rappresentante dello stato all'Eurovision Song Contest 2022)
5. Malta: Ryan Hili
6. Moldavia: Doina Stimpovschi (Portavoce dello stato anche nell'edizione 2019)
7. Irlanda: Niamh Kavanagh (Vincitrice dell'Eurovision Song Contest 1993, rappresentante nel 2010 e portavoce nell'edizione 2008)
8. San Marino: John Kennedy O'Connor (Portavoce nelle edizioni 2013 e 2018)
9. Azerbaigian: Narmin Salmanova
10. Austria: Philipp Hansa  (Portavoce dello stato dall'edizione 2019)
11. Francia: Anggun (Rappresentante dello stato all'Eurovision Song Contest 2012)
12. Finlandia: Bess
13. Belgio: Bart Cannaerts
14. Germania: Elton
15. Portogallo: Maro (Rappresentante dello stato all'Eurovision Song Contest 2022)
16. Croazia: Maja Ciglenečki
17. Estonia: Ragnar Klavan
18. Armenia: Maléna (Vincitrice del Junior Eurovision Song Contest 2021)
19. Polonia: Ida Nowakowska (Portavoce dello stato dall'edizione 2021 e presentatrice del Junior Eurovision Song Contest 2019 e 2020)
20. Romania: Eda Marcus
21. Islanda: Einar Stefánsson (Rappresentante dello stato all'Eurovision Song Contest 2019 come parte degli Hatari)
22. Serbia: Dragana Kosjerina (Portavoce dello stato dall'Eurovision Song Contest 2018)
23. Cipro: Loukas Chamatsos (Portavoce dello stato dall'edizione 2021)
24. Norvegia: Ben Adams (Rappresentante dello stato all'Eurovision Song Contest 2022 come parte dei Subwoolfer)
25. Svizzera: Chiara Dubey
26. Australia: Catherine Martin
27. Danimarca: Tina Müller (Portavoce dello stato dall'edizione 2021)
28. Spagna: Ruth Lorenzo (Rappresentante dello stato all'Eurovision Song Contest 2014)
29. Israele: Ilanit (Rappresentante dello stato all'Eurovision Song Contest 1973 e 1977)
30. Svezia: Farah Abadi
31. Georgia: Archil Sulakvelidze (Rappresentante dello stato all'Eurovision Song Contest 2022 come parte dei Circus Mircus)
32. Repubblica Ceca: Radka Rosická (Portavoce dello stato anche nelle edizioni 2017, 2018 e 2019)
33. Slovenia: Melani Mekicar
34. Grecia: Fōtīs Sergoulopoulos
35. Albania: Andri Xhahu (Portavoce dello stato dall'edizione 2012)
36. Lituania: Monika Liu (Rappresentante dello stato all'Eurovision Song Contest 2022)
37. Regno Unito: Catherine Tate

## Controversie
- Ucraina: dopo la vittoria dei Tvorchi alla selezione ucraina, la seconda classificata Krut' ha presentato ricorso contro i vincitori all'emittente UA:PBC in merito all'uso di un coro pre-registrato durante l'esibizione, andando in conflitto al regolamento della selezione nazionale.[266] Il produttore musicale della selezione, Dmytro Šurov, è stato incaricato dall'emittente di valutare la registrazione trasmessa dell'esibizione dei Tvorchi e ha dichiarato che tale non conformità non avrebbe influito sulla valutazione dell'esibizione stessa, ipotizzando inoltre che la duplicazione della voce poteva essere causato da un errore tecnico dovuto alle difficili condizioni di produzione all'interno della stazione Majdan Nezaležnosti della metropolitana di Kiev, scelta per ragioni di sicurezza per via del rischio di attacchi nel contesto dell'invasione russa.[267][268] Un'ulteriore reclamo è stato presentato per la distribuzione del brano Heart of Steel da parte dell'etichetta Believe Music, etichetta discografica francese che opera in maniera globale tra cui in Russia,[269] ma il comitato organizzatore ha concluso che ciò non comportava ad una violazione del regolamento. Dopo un attento scrutinio ai vari ricorsi, il comitato ha annunciato che non avrebbe interrotto la partecipazione dei Tvorchi come rappresentanti nazionali, che sono stati ufficialmente confermati il 28 dicembre 2022.[270]
- Grecia: dopo l'annuncio di Victor Vernicos come rappresentante greco per la manifestazione europea, Melissa Mantzoukī, una dei tre candidati finali della selezione interna, ha protestato pubblicamente contro i risultati del processo, minacciando azioni legali nei confronti dell'emittente ERT.[271] Mantzoukī e il suo team legale hanno citato due cause nella loro contestazione dei risultati. Prima del voto del comitato artistico, è stato riferito che il duo composto da Antōnia Kaourī e Maria Maragkou, anch'esse tra i candidati finali, avevano annunciato il loro ritiro dalla selezione, lasciando solo Mantzoukī e Vernicos come uniche opzioni. Tuttavia, la commissione ha comunque valutato tutte e tre le proposte, compresa quella del duo. In secondo luogo, i legali hanno sostenuto che anche se tutte e tre le proposte sono state prese in considerazione, i valori dei punti assegnati non corrispondono alla quantità di punti disponibili, i quali, se contati propriamente, avrebbero consegnato la vittoria della selezione a Mantzoukī.[272][273] Maria Kozakou, uno dei membri del comitato artistico, ha dichiarato in un'intervista che il comitato non ha assegnato i punti solo ai primi tre classificati, ma che ha valutato i finalisti con una classifica analoga a quella del televoto demoscopico, che aveva precedentemente votato tra le sette proposte selezionate dall'emittente.[274][275] L'avvocato di Mantzoukī, Chrīstos Zōtiadīs, ha dichiarato in una successiva intervista di essere insoddisfatto della risposta di ERT e ha chiesto che tutti voti dettagliati della commissione per ogni membro vengano resi pubblici per ragioni di trasparenza.[276] Un'ingiunzione temporanea che avrebbe bloccato la partecipazione nazionale al concorso è stata negata dalla Corte di Cassazione il 6 marzo 2023 per via dell'imminente scadenza del 13 marzo 2023 fissata dall'UER per la presentazione dei partecipanti nazionali.[277] L'udienza per la causa intentata da Mantzoukī, ove viene chiesto di legittimare la sua vittoria nella selezione e chiedere il relativo risarcimento danni, si svolgerà entro la metà di maggio.[278][279]
- Polonia: dopo la vittoria di Blanka alla selezione polacca, sono state mosse accuse all'emittente TVP e alla giuria per presunti accordi per favorire la vittoria dell'artista. Inoltre, i telespettatori hanno accusato la giuria di aver intenzionalmente sabotato Jann, secondo classificato della selezione, il che ha provocato richieste di annullamento dei risultati.[280] Successivamente è emerso che Blanka e il giurato Allan Krupa, figlio di Edyta Górniak (presidente della giuria), si conoscevano personalmente, lasciando intendere un possibile conflitto di interessi.[281] Krupa ha successivamente risposto alle accuse, dichiarando che prima della finale non conosceva privatamente l'artista, pensando che fosse una delle ballerine, il che ha provocato un'ulteriore indignazione nei confronti di TVP per la pessima gestione della green room.[282][283] Il successivo 28 febbraio cinque testate online polacche dedicate al concorso hanno presentato una petizione a TVP per la pubblicazione del numero di voti espressi per i singoli partecipanti che, insieme alla questione delle accuse di aver truccato i risultati, sarebbero stati esaminati da una società esterna indipendente.[284] In seguito a vari solleciti da parte delle testate online, il successivo 9 marzo TVP ha dichiarato che l'emittente ha rispettato tutte le regole precedentemente pianificate per il concorso e che il voto è stato supervisionato da un notaio presente in studio durante la finale.[285] Nel giugno 2024, in seguito ad un processo legale tra OGAE Polonia e TVP, il tribunale amministrativo del Voivodato di Varsavia ha ordinato all'emittente di pubblicare i risultati dettagliati, che sono stati considerati informazioni pubbliche.[286] I risultati dettagliati del televoto sono stati pubblicati da OGAE Polonia il successivo 6 dicembre.[287]
- Irlanda: il 16 febbraio 2023 Ian Banham, direttore creativo della versione irlandese di Dancing with the Stars, è stato annunciato come direttore creativo della performance e della scenografia dei Wild Youth durante la loro esibizione a Liverpool.[288] Tuttavia, alla luce di varie affermazioni di carattere transfobico pubblicate da Banham sul proprio account Twitter, il gruppo musicale ha annunciato di aver interrotto la collaborazione con il direttore creativo affermando di non condividere nessun messaggio di stampo omotransfobico.[289]
- Francia: dopo l'annuncio del risultato del televoto, La Zarra è stata accusata di aver mostrato il dito medio alla telecamera che in quel momento la stava riprendendo. L'artista ha successivamente affermato di essere stata fraintesa e che si trattava invece di un gesto di disappunto in uso nel Québec, sua regione d'origine.[290][291]

### Annotazioni
1. ↑  A causa di problemi di programmazione, l'esibizione è stata preregistrata.
2. ↑  Commento in lingua francese.
3. ↑  Commento in lingua olandese.
4. ↑  Commento in lingua estone.
5. ↑  Commento in lingua russa.
6. ↑  Commento integrato nella lingua dei segni estone.
7. ↑  Commento integrato rispettivamente in: Lingua faroense e lingua danese.
8. ↑  Commento integrato rispettivamente in: lingua finlandese, lingua svedese, lingua russa, lingua sami di Inari e lingua sami settentrionale.
9. 1 2  Commento in lingua finlandese.
10. ↑  Commento in lingua svedese.
11. ↑  Solo per la trasmissione su Deftero Programma.
12. ↑  Commento in lingua islandese.
13. ↑  Commento integrato nella lingua dei segni islandese.
14. 1 2 3  Solo nella serata finale.
15. ↑  La trasmissione della seconda semifinale è stata in differita.
16. ↑  Durante la serata finale dell'evento, Graham Norton ha alternato il ruolo di commentatore a quello di presentatore.
17. ↑  Vincitore del concorso indetto dalla BBC The Voice of Eurovision.
18. ↑  Solo per la seconda semifinale.
19. ↑  Commento in lingua tedesca.
20. ↑  Commento in lingua francese.
21. ↑  Commento in lingua italiana.
22. ↑  Con il commento integrato di Dirk Ghijs.
23. ↑  Con il commento integrato in lingua ucraina di Halyna Serhjejeva, in lingua svedese di Johan Lindroos e Eva Frantz, in lingua sami di Inari di Heli Huovinen, in lingua sami settentrionale di Aslak Paltto e in lingua russa di Levan Tvaltvadze.
24. ↑  Solo per le semifinali.
25. ↑  Commento in lingua inglese.
26. ↑  Commento anche nella lingua dei segni italiana.
27. ↑  Commento anche nella lingua dei segni britannica.
28. ↑  Con il commento integrato di Johnny Weir.

### Fonti
1. ↑  (EN) James Washak, Eurovision 2023: EasyJet Announced as the Official Airline of the Eurovision Song Contest 2023, su eurovoix.com, 21 aprile 2023. URL consultato il 22 aprile 2023.
2. ↑  (EN) First look at the Eurovision 2023 stage!, su eurovision.tv, 2 febbraio 2023. URL consultato il 3 febbraio 2023.
3. ↑  (EN) The Eurovision Song Contest 2023 stage revealed!, su BBC, 2 febbraio 2023. URL consultato il 3 febbraio 2023.
4. ↑  (EN) Daniel Rosney, Eurovision 2023: King Charles tells Mae Muller he will be 'egging you on', su BBC, 26 aprile 2023. URL consultato il 2 maggio 2023.
5. ↑  (EN) Eurovision 2023: Hosts revealed for Liverpool, su eurovision.tv, 22 febbraio 2023. URL consultato il 22 febbraio 2023.
6. ↑  (EN) Voting changes announced for Eurovision Song Contest 2023, su eurovision.tv, 22 novembre 2022.
7. ↑  (EN) Eurovision Song Contest 2023: How To Vote, su eurovision.tv. URL consultato il 14 maggio 2023.
8. ↑  (EN) James Washak, Eurovision 2023: Logo and Slogan "United by Music" Revealed, su eurovoix.com, 30 gennaio 2023. URL consultato il 31 gennaio 2023.
9. ↑  (EN) How it works, su eurovision.tv, 15 gennaio 2017. URL consultato il 15 maggio 2022.
10. ↑   Emanuele Lombardini, Zelensky: "L'Ucraina ospiterà l'Eurovision 2023, magari a Mariupol", su eurofestivalnews.com, 15 maggio 2022. URL consultato il 15 maggio 2022.
11. ↑  (EN) Martin Belam e Monika Cvorak, Ukraine wins 2022 Eurovision song contest as UK finishes second in Turin, su theguardian.com, 14 maggio 2022. URL consultato il 15 maggio 2022.
12. ↑  (EN) Neil Farren, Belgium: RTBF Would Host Eurovision 2023 If Asked, su eurovoix.com, 25 giugno 2022. URL consultato il 27 giugno 2022.
13. ↑   Andrea Bonetti, Eurovision 2023, Coletta: la Rai a disposizione per l'edizione in Ucraina, su eurofestivalnews.com, 15 maggio 2022. URL consultato il 15 maggio 2022.
14. ↑  (EN) Neil Farren, Netherlands: NPO and AVROTROS Would Host Eurovision 2023 If Asked, su eurovoix.com, 18 maggio 2022. URL consultato il 18 maggio 2022.
15. ↑  (EN) Anthony Granger, Poland: TVP is Willing to Help Host Eurovision 2023, su eurovoix.com, 15 maggio 2022. URL consultato il 15 maggio 2022.
16. ↑  (EN) Hayley Dixon e Nataliya Vasilyeva, Eurovision winner Oleh Psiuk heads home to serve Ukraine, su The Daily Telegraph, 15 maggio 2022. URL consultato il 19 maggio 2022.
17. ↑  (EN) Ewan McCaig, Eurovision 2022: Mayor Of Stockholm Offers To Host Eurovision 2023 In Event Of Ukraine Win, su eurovoix.com, 10 maggio 2022. URL consultato il 15 maggio 2022.
18. ↑  (EN) Anthony Granger, Spain: RTVE Confirmed it Has Offered to Host Eurovision 2023 Following Ukraine's Win, su eurovoix.com, 15 maggio 2022. URL consultato il 15 maggio 2022.
19. ↑  (EN) Anthony Granger, Spain: RTVE no longer in contention to host Eurovision 2023, su eurovoix.com, 14 giugno 2022. URL consultato il 17 giugno 2022.
20. ↑  (EN) Anthony Granger, Eurovision 2023: Suspilne Wants the Contest to be Held in a Peaceful Ukraine, su eurovoix.com, 16 maggio 2022. URL consultato il 28 maggio 2022.
21. ↑  (EN) James Washak, Eurovision 2023: Discussions with Ukraine and the EBU Regarding Hosting to Commence on Friday, su eurovoix.com, 17 maggio 2022. URL consultato il 28 maggio 2022.
22. ↑   Debora Gandini, Eurovision, Zelensky: "La prossima edizione a Mariupol", su it.euronews.com, 15 maggio 2022. URL consultato il 20 agosto 2022.
23. ↑  (EN) Anthony Granger, Eurovision 2023: Kyiv States its Ready to Host if Asked, su eurovoix.com, 26 maggio 2022. URL consultato il 28 maggio 2022.
24. ↑  (EN) No doubt Eurovision will be held in Ukraine - Tkachenko, su ukrinform.net, 3 giugno 2022. URL consultato l'11 giugno 2022.
25. ↑  (EN) James Washak, Eurovision 2023: Ukraine's Minister of Culture States "No Doubt" Eurovision Should Be in Ukraine, su eurovoix.com, 3 giugno 2022. URL consultato l'11 giugno 2022.
26. ↑  (EN) Anthony Granger, Eurovision 2023: Ukrainian Government Forms Organising Committee, su eurovoix.com, 10 giugno 2022. URL consultato l'11 giugno 2022.
27. ↑  (EN) EBU Statement on Hosting of 2023 Eurovision Song Contest, su eurovision.tv, 17 giugno 2022. URL consultato il 17 giugno 2022.
28. ↑  (EN) United Kingdom to host Eurovision Song Contest 2023, su eurovision.tv, 25 luglio 2022. URL consultato il 25 luglio 2022.
29. ↑  (EN) Anthony Granger, Eurovision 2023: MSPs & MPs Back Potential Aberdeen Eurovision Bid, su eurovoix.com, 18 giugno 2022. URL consultato il 18 giugno 2022.
30. ↑  (EN) Steven Heap, Eurovision 2023: Calls to Bring Eurovision to Belfast, su eurovoix.com, 18 giugno 2022. URL consultato il 18 giugno 2022.
31. ↑  (EN) James Washak, Eurovision 2023: Birmingham's Resorts World Arena Cleares Schedule for Eurovision 2023, su eurovoix.com, 22 giugno 2022. URL consultato il 22 giugno 2022.
32. ↑  (EN) Emily Grace, Eurovision 2023: Birmingham Launches Host City Campaign "Bring It To Birmingham", su eurovoix.com, 18 giugno 2022. URL consultato il 18 giugno 2022.
33. ↑  (EN) Anthony Granger, Eurovision 2023: Brighton Will Bid to Host Eurovision, su eurovoix.com, 17 giugno 2022. URL consultato il 17 giugno 2022.
34. ↑  (EN) James Washak, Eurovision 2023: Bristol Launches Bid to Host Eurovision 2023, su eurovoix.com, 10 luglio 2022. URL consultato il 10 luglio 2022.
35. ↑  (EN) Anthony Granger, Eurovision 2023: Cardiff Shows Interest in Bidding For Eurovision, su eurovoix.com, 19 giugno 2022. URL consultato il 19 giugno 2022.
36. ↑  (EN) Alexa Fox, Darlington confirms it WILL bid to host the Eurovision Song Contest in 2023, su The Northern Echo, 10 agosto 2022. URL consultato il 14 agosto 2022.
37. ↑  (EN) Anthony Granger, Eurovision 2023: Derry Investigates Bid to Host Eurovision, su eurovoix.com, 2 agosto 2022. URL consultato il 2 agosto 2022.
38. ↑  (EN) Nick van Lith, Edinburgh throws its hat in the ring to host Eurovision 2023, su escxtra.com, 18 giugno 2022. URL consultato il 19 giugno 2022.
39. ↑  (EN) Anthony Granger, Eurovision 2023: Scottish First Minister Supports Glasgow Hosting Eurovision, su eurovoix.com, 17 giugno 2022. URL consultato il 17 giugno 2022.
40. ↑  (EN) Anthony Granger, Eurovision 2023: Leeds Expresses Interest in Hosting Eurovision, su eurovoix.com, 17 giugno 2022. URL consultato il 18 giugno 2022.
41. ↑  (EN) Anthony Granger, Eurovision 2023: Liverpool Intends to Bid to Host Eurovision, su eurovoix.com, 17 giugno 2022. URL consultato il 18 giugno 2022.
42. ↑  (EN) Anthony Granger, Eurovision 2023: Mayor of London Expresses Support For Capital to Host, su eurovoix.com, 17 giugno 2022. URL consultato il 18 giugno 2022.
43. ↑  (EN) Anthony Granger, Eurovision 2023: Local Politicians Support Potential Bid From Manchester, su eurovoix.com, 17 giugno 2022. URL consultato il 18 giugno 2022.
44. ↑  (EN) Anthony Granger, Eurovision 2023: Newcastle Preparing Bid to Host Eurovision, su eurovoix.com, 12 luglio 2022. URL consultato il 13 luglio 2022.
45. ↑  (EN) Steven Heap, Nottingham To Consider a Eurovision 2023 bid, su eurovoix.com, 27 luglio 2022. URL consultato il 14 agosto 2022.
46. ↑  (EN) Nick van Lith, Is Prudhoe going to bid to host the Eurovision Song Contest 2023?, su escxtra.com, 20 giugno 2022. URL consultato il 25 luglio 2022.
47. ↑  (EN) Emily Grace, Eurovision 2023: Sheffield Councillors Interested in Bidding For Eurovision Hosting Rights, su eurovoix.com, 18 giugno 2022. URL consultato il 18 giugno 2022.
48. ↑  (EN) Nick van Lith, Sunderland councillor wants the Stadium of Light to host Eurovision 2023, su escxtra.com, 19 giugno 2022. URL consultato il 19 giugno 2022.
49. ↑  (EN) Eleanor Lawson, Wolverhampton should host Eurovision, says ex-mayor - with reunited One Direction, su Express & Star, 18 giugno 2022. URL consultato il 19 giugno 2022.
50. ↑   Donato Cafarelli, Eurovision 2023: la BBC apre il bando per le città candidate. Annuncio in autunno, su eurofestivalnews.com, 5 agosto 2022. URL consultato il 6 agosto 2022.
51. ↑  (EN) Franciska van Waarden, Eurovision 2023: BBC Reveals Two-Round Host City Selection Process, su eurovoix.com, 4 agosto 2022. URL consultato il 6 agosto 2022.
52. ↑  (EN) Ffion Lewis, Cardiff will not host Eurovision in 2023, su walesonline.co.uk, 3 agosto 2022. URL consultato il 6 agosto 2022.
53. ↑  (EN) Anthony Granger, Eurovision 2023: Derry Will Not Bid To Host, su eurovoix.com, 8 agosto 2022. URL consultato il 14 agosto 2022.
54. ↑  (EN) Anthony Granger, Eurovision 2023: Nottingham Will Not Bid, su eurovoix.com, 9 agosto 2022. URL consultato il 14 agosto 2022.
55. ↑  (EN) Daniel Green, Brighton ruled out due to city's lack of suitable infrastructure, su The Argus, 11 agosto 2022. URL consultato il 14 agosto 2022.
56. ↑  (EN) Sunderland rules out bid to host the 2023 Eurovision Song Contest, su thateurovisionsite.com, 11 agosto 2022. URL consultato il 14 agosto 2022.
57. ↑  (EN) BBC announces 7 Shortlisted Host Cities for Eurovision 2023, su eurovision.tv, 12 agosto 2022. URL consultato il 14 agosto 2022.
58. ↑  (EN) Anthony Granger, Eurovision 2023: Complete Bids to be Submitted to BBC by September 8, su eurovoix.com, 29 agosto 2022. URL consultato il 21 settembre 2022.
59. ↑  (EN) Eurovision 2023: It’s Glasgow or Liverpool, su eurovision.tv, 27 settembre 2022. URL consultato il 27 settembre 2022.
60. ↑  (EN) Liverpool will host Eurovision 2023, su eurovision.tv, 7 ottobre 2022. URL consultato il 7 ottobre 2022.
61. ↑  (EN) BBC announces new commissions ahead of the Eurovision Song Contest 2023, su BBC, 20 febbraio 2023. URL consultato il 9 aprile 2023.
62. ↑  (PL) Maciej Blazewicz, Eurowizja 2023: Szwecja wygrywa finał plebiscytu "Nasz Faworyt!" Czy będzie triumf w Anglii? • Bukmacherzy przed próbami, delegacje przed wylotem • Pocztówki objaśnione – trzy etapy, trzy kraje, trzy podróże, su dziennik-eurowizyjny.pl, 29 aprile 2023. URL consultato il 10 maggio 2023.
63. ↑   All 15 Postcards from the First Semi-Final | Eurovision 2023, su YouTube. URL consultato il 10 maggio 2023.
64. ↑   All 15 Postcards from the Second Semi-Final | Eurovision 2023, su YouTube. URL consultato il 12 maggio 2023.
65. ↑   All 37 Postcards from the Eurovision Song Contest 2023, su YouTube. URL consultato il 16 maggio 2023.
66. ↑  (EN) Eurovision 2023: Here are the 37 countries competing in Liverpool, su eurovision.tv, 20 ottobre 2022. URL consultato il 20 ottobre 2022.
67. 1 2 3  (EN) Participants of Liverpool 2023, su eurovision.tv. URL consultato il 20 ottobre 2022.
68. ↑  (EN) Neil Farren, Albania: Albina & Familja Kelmendi to Eurovision 2023, su eurovoix.com, 22 dicembre 2022. URL consultato il 23 dicembre 2022.
69. ↑  (EN) Anthony Granger, Albania: "Duje" to Remain in Albanian for Eurovision 2023, su eurovoix.com, 30 dicembre 2022. URL consultato il 30 dicembre 2022.
70. ↑  (EN) Anthony Granger, Armenia: Brunette to Eurovision 2023, su eurovoix.com, 1º febbraio 2023. URL consultato il 1º febbraio 2023.
71. ↑  (EN) Laura Ibrayeva, Armenia: Brunette's Eurovision 2023 Song "Future Lover" to be Released March 15, su eurovoix.com, 10 marzo 2023. URL consultato il 10 marzo 2023.
72. ↑  (EN) Emily Grace, Australia: Voyager to Eurovision 2023, su eurovoix.com, 21 febbraio 2023. URL consultato il 21 febbraio 2023.
73. ↑  (EN) James Washak, Austria: Teya and Salena to Eurovision 2023, su eurovoix.com, 31 gennaio 2023. URL consultato il 31 gennaio 2023.
74. ↑  (EN) James Washak, Austria: Snippet of Teya and Salena's Eurovision Entry "Who the hell is Edgar?", su eurovoix.com, 6 marzo 2023. URL consultato il 6 marzo 2023.
75. ↑  (EN) Neil Farren, Azerbaijan: TuralTuranX to Eurovision 2023, su eurovoix.com, 9 marzo 2023. URL consultato il 9 marzo 2023.
76. ↑  (EN) Anthony Granger, Azerbaijan: "Tell Me More" to be Released March 13, su eurovoix.com, 12 marzo 2023. URL consultato il 12 marzo 2023.
77. ↑  (EN) Christian Petersen, Belgium: Gustaph wins Eurosong 2023 – to Eurovision with "Because of You", su eurovisionworld.com, 14 gennaio 2023. URL consultato il 14 gennaio 2023.
78. ↑  (EN) Cyprus will send Andrew Lambrou to Liverpool, su eurovision.tv, 17 ottobre 2022. URL consultato il 17 ottobre 2022.
79. ↑  (EN) Anthony Granger, Cyprus: Andrew Lambrou to Perform "Break a Broken Heart" at Eurovision, su eurovoix.com, 19 febbraio 2023. URL consultato il 19 febbraio 2023.
80. ↑  (EN) Pedro Santos, Let 3 win Dora 2023 in Croatia with "Mama ŠČ!", su eurovisionworld.com, 11 febbraio 2023. URL consultato l'11 febbraio 2023.
81. ↑  (EN) Laura Ibrayeva, Denmark: Reiley to Eurovision 2023, su eurovoix.com, 11 febbraio 2023. URL consultato l'11 febbraio 2023.
82. ↑  (EN) Francisca van Waarden, Estonia: Alika to Eurovision 2023, su eurovoix.com, 11 febbraio 2023. URL consultato l'11 febbraio 2023.
83. ↑  (EN) Rasmus Petersen, Finland: Käärijä wins UMK 2023 – To Eurovision with "Cha Cha Cha", su eurovisionworld.com, 25 febbraio 2023. URL consultato il 25 febbraio 2023.
84. ↑  (EN) Neil Farren, France: La Zarra to Eurovision 2023, su eurovoix.com, 12 gennaio 2023. URL consultato il 12 gennaio 2023.
85. ↑  (EN) James Washak, France: La Zarra's Eurovision 2023 Song Revealed to be Titled "Évidemment", su eurovoix.com, 15 febbraio 2023. URL consultato il 16 febbraio 2023.
86. ↑  (EN) Neil Farren, Georgia: Iru Khechanovi to Eurovision 2023, su eurovoix.com, 2 febbraio 2023. URL consultato il 2 febbraio 2023.
87. ↑  (EN) James Washak, Georgia: Iru Khechanovi Entry "Echo" to be Released March 16, su eurovoix.com, 13 marzo 2023. URL consultato il 13 marzo 2023.
88. ↑  (EN) Claire Schulte-Wieschen, Germany: Lord Of The Lost to Eurovision 2023 with "Blood & Glitter", su eurovisionworld.com, 4 marzo 2023. URL consultato il 4 marzo 2023.
89. ↑  (EN) Greece: Victor Vernicos to Eurovision 2023, su eurovoix.com, 30 gennaio 2023. URL consultato il 30 gennaio 2023.
90. ↑  (EN) Greece: Victor Vernicos' Eurovision Entry "What They Say" Released, su eurovoix.com, 12 marzo 2023. URL consultato il 13 marzo 2023.
91. ↑  (EN) Claire Schulte-Wieschen, Wild Youth to represent Ireland at Eurovision 2023, su eurovisionworld.com, 3 febbraio 2023. URL consultato il 4 febbraio 2023.
92. ↑  (EN) Thomas Golightly, Ireland: "We Are One" to Get Revamp and Music Video, su eurovoix.com, 19 febbraio 2023. URL consultato il 19 febbraio 2023.
93. ↑  (EN) Claire Schulte-Wieschen, Iceland: Diljá to Eurovision 2023 with "Power", su eurovisionworld.com, 4 marzo 2023. URL consultato il 4 marzo 2023.
94. ↑  (EN) Neil Farren, Israel: Noa Kirel Confirms Eurovision 2023 Participation, su eurovoix.com, 10 agosto 2022. URL consultato l'11 agosto 2022.
95. ↑  (EN) Anthony Granger, Israel: Noa Kirel to Perform "Unicorn" at Eurovision 2023, su eurovoix.com, 17 gennaio 2023. URL consultato il 17 gennaio 2023.
96. ↑   Beppe Dammacco, Marco Mengoni ha detto sì: vola a Liverpool per il suo secondo Eurovision, su eurofestivalnews.com, 12 febbraio 2023. URL consultato il 12 febbraio 2023.
97. ↑   Federico Rossini, Marco Mengoni: ecco "Due Vite" Eurovision version, su eurofestivalnews.com, 31 marzo 2023. URL consultato il 31 marzo 2023.
98. ↑  (EN) Franciska van Waarden, Latvia: Sudden Lights to Eurovision 2023, su eurovoix.com, 11 febbraio 2023. URL consultato l'11 febbraio 2023.
99. ↑  (EN) Megan Davies, Lithuania: Monika Linkytė to Eurovision 2023, su eurovoix.com, 18 febbraio 2023. URL consultato il 18 febbraio 2023.
100. ↑  (EN) Franciska van Waarden, Malta: The Busker to Eurovision 2023, su eurovoix.com, 11 febbraio 2023. URL consultato il 12 febbraio 2023.
101. ↑  (EN) Anthony Granger, Malta: The Busker State Only Minimal Changes Will Be Made to "Dance (Our Own Party)" For Eurovision, su eurovoix.com, 13 febbraio 2023. URL consultato il 13 febbraio 2023.
102. ↑  (EN) Laura Ibrayeva, Moldova: Pasha Parfeni to Eurovision 2023, su eurovoix.com, 4 marzo 2023. URL consultato il 4 marzo 2023.
103. ↑  (EN) Emily Grace, Norway: Alessandra To Eurovision 2023, su eurovoix.com, 4 febbraio 2023. URL consultato il 4 febbraio 2023.
104. ↑  (EN) Eurovision 2023: Mia Nicolai & Dion Cooper will represent Netherlands with Duncan Laurence song, su aussievision.net, 1º novembre 2022. URL consultato il 1º novembre 2022.
105. ↑  (EN) Neil Farren, Netherlands: Mia Nicolai & Dion Cooper to Perform "Burning Daylight" at Eurovision 2023, su eurovoix.com, 28 febbraio 2023. URL consultato il 28 febbraio 2023.
106. ↑  (EN) Renske ten Veen, Netherlands: Mia Nicolai and Dion Cooper reveal new version of "Burning Daylight" ahead of Eurovision 2023, su wiwibloggs.com, 28 aprile 2023. URL consultato il 29 aprile 2023.
107. ↑  (EN) Pedro Santos, Blanka wins Poland's Tu bije serce Europy – to Eurovision 2023 with "Solo", su eurovisionworld.com, 26 febbraio 2023. URL consultato il 26 febbraio 2023.
108. 1 2  (EN) James Washak, Eurovision 2023: Revamps for Romania and Poland, su eurovoix.com, 14 aprile 2023. URL consultato il 14 aprile 2023.
109. ↑  (EN) Pedro Santos, Last artist found for Eurovision 2023: Mimicat from Portugal, su eurovisionworld.com, 12 marzo 2023. URL consultato il 12 marzo 2023.
110. ↑  (EN) Neil Farren, United Kingdom: Mae Muller to Eurovision 2023, su eurovoix.com, 9 marzo 2023. URL consultato il 9 marzo 2023.
111. ↑  (EN) Neil Farren, Czechia: Vesna to Eurovision 2023, su eurovoix.com, 7 febbraio 2023. URL consultato il 7 febbraio 2023.
112. ↑  (EN) Emily Grace, Romania: Theodor Andrei To Eurovision 2023, su eurovoix.com, 11 febbraio 2023. URL consultato l'11 febbraio 2023.
113. ↑  (EN) Pedro Santos, Piqued Jacks to Eurovision 2023 for San Marino, su eurovisionworld.com, 26 febbraio 2023. URL consultato il 26 febbraio 2023.
114. ↑  (EN) Anthony Granger, San Marino: "Like an Animal" Undergoing Revamp, su eurovoix.com, 17 marzo 2023. URL consultato il 17 marzo 2023.
115. ↑  (EN) Justina Helgeson, Serbia: Luke Black to Eurovision 2023 with "Samo mi se spava", su eurovisionworld.com, 5 marzo 2023. URL consultato il 5 marzo 2023.
116. ↑  (EN) Anthony Granger, Slovenia: Joker Out! to Eurovision 2023, su eurovoix.com, 8 dicembre 2022. URL consultato l'8 dicembre 2022.
117. ↑  (SI) Joker Out na Evrovizijo s skladbo Carpe Diem, su RTV Slovenija, 28 gennaio 2023. URL consultato il 28 gennaio 2023.
118. ↑  (EN) Anthony Granger, Spain: Blanca Paloma Selected For Eurovision 2023, su eurovoix.com, 4 febbraio 2023. URL consultato il 5 febbraio 2023.
119. ↑  (EN) Anthony Granger, Spain: "Eaea" Undergoes Changes for Eurovision, su eurovoix.com, 13 marzo 2023. URL consultato il 13 marzo 2023.
120. ↑  (EN) Rasmus Petersen, Sweden: Loreen wins Melodifestivalen 2023 with "Tattoo", su eurovisionworld.com, 11 marzo 2023. URL consultato l'11 marzo 2023.
121. ↑  (EN) Neil Farren, Switzerland: Remo Forrer to Eurovision 2023, su eurovoix.com, 20 febbraio 2023. URL consultato il 20 febbraio 2023.
122. ↑  (EN) Neil Farren, Switzerland: Remo Forrer Releases "Watergun", su eurovoix.com, 7 marzo 2023. URL consultato il 7 marzo 2023.
123. ↑  (EN) Claire Schulte-Wieschen, Ukraine: Tvorchi wins Vidbir – To Eurovision 2023 with "Heart of Steel", su eurovisionworld.com, 17 dicembre 2022. URL consultato il 17 dicembre 2022.
124. ↑  (EN) James Washak, Ukraine: TVORCHI Release Revamp of Eurovision Entry "Heart of Steel", su eurovoix.com, 8 marzo 2023. URL consultato l'11 marzo 2023.
125. ↑  (ES) Melfest WKND Pre-Party, su twitter.com. URL consultato il 1º marzo 2023.
126. ↑  (EN) Anthony Granger, Spain: Sharonne, Giuseppe Di Bella & Alex Marteen to Host the Barcelona Eurovision Party, su eurovoix.com, 3 marzo 2023. URL consultato il 4 marzo 2023.
127. ↑  (ES) Barcelona Eurovision Party, su bcneurovision.com. URL consultato il 28 febbraio 2023.
128. ↑  (PL) Polish Eurovision Party, su polisheurovisionparty.com. URL consultato il 5 marzo 2023.
129. ↑  (HE) Naria Goodman, עכשיו זה רשמי: מופע ישראל קולינג יתקיים ב-3 באפריל - אירוויזיון 2023, su euromix.co.il, 22 marzo 2023. URL consultato il 22 marzo 2023.
130. ↑  (EN) Dominik Rössing, Israel Calling 2023 to take place on April 3rd, su escxtra.com, 22 marzo 2023. URL consultato il 22 marzo 2023.
131. ↑  (EN) Anthony Granger, Israel: Over Fifteen Artists Now Confirmed for Israel Calling 2023, su eurovoix.com, 30 marzo 2023. URL consultato il 30 marzo 2023.
132. 1 2  (ES) Vicente Rico, ¡Ruslana, SuRie y Víctor Escudero serán los maestros de ceremonias de la PrePartyES 2023!, su eurovision-spain.com, 31 marzo 2023. URL consultato il 31 marzo 2023.
133. ↑  (ES) Eurovision Spain – PrePartyES 2023, su pre-party.es. URL consultato il 2 marzo 2023.
134. ↑  (EN) News & Line Up, su eurovisioninconcert.nl, Eurovision in Concert. URL consultato il 25 febbraio 2023.
135. ↑  (EN) London Eurovision Party - Confirmed Artists, su ldneurovision.com. URL consultato il 18 marzo 2023.
136. ↑   New Series: 'Eurovision... A Little Bit More' hits YouTube, su eurovision.tv, 14 aprile 2023. URL consultato il 10 maggio 2023.
137. ↑  (EN) How to watch the Eurovision 2023 Semi-Final Allocation Draw, su eurovision.tv, 30 gennaio 2023. URL consultato il 30 gennaio 2023.
138. ↑  (EN) Eurovision 2023: AJ & Rylan to host Allocation Draw, su eurovision.tv, 10 gennaio 2023. URL consultato il 10 gennaio 2023.
139. ↑  (EN) Eurovision 2023: Allocation Draw results, su eurovision.tv, 31 gennaio 2023. URL consultato il 31 gennaio 2023.
140. ↑   Eurovision 2023: Semi-Final running orders revealed!, su eurovision.tv, 22 marzo 2023. URL consultato il 22 marzo 2023.
141. ↑  (EN) Eurovision 2023: The Grand Final running order, su eurovision.tv, 12 maggio 2023. URL consultato il 12 maggio 2023.
142. ↑  (EN) Paul O’Grady’s posthumous Eurovision 2023 cameo moves fans to tears: ‘We love and miss you, Paul’, su thepinknews.com. URL consultato il 16 maggio 2024.
143. ↑  (EN) Юлія Саніна феєрично виступила на Євробаченні у вогняному вбранні, su scotch.glavcom.ua. URL consultato il 16 maggio 2024.
144. ↑  (EN) Live From Liverpool: Eurovision 2023 Semi-Final One Jury Show, su eurovoix.com. URL consultato il 16 maggio 2024.
145. ↑  (EN) Results of the First Semi-Final of Liverpool 2023, su eurovision.tv. URL consultato il 14 maggio 2023.
146. ↑  (EN) Eurovision 2023: tra gli interval act delle semifinali Rita Ora, Mariya Yaremchuck e Alyosha, su eurofestivalnews.com. URL consultato il 16 maggio 2024.
147. ↑  (EN) Live From Liverpool: Eurovision 2023 Semi-Final Two Jury Show, su eurovoix.com. URL consultato il 16 maggio 2024.
148. ↑  (EN) Results of the Second Semi-Final of Liverpool 2023, su eurovision.tv. URL consultato il 15 maggio 2023.
149. ↑  (EN) Ukraine 19th and the United Kingdom 26th in Grand Final, su eurovision.tv, 13 marzo 2023. URL consultato il 13 marzo 2023.
150. ↑  (EN) Eurovision: Catherine, Princess of Wales, makes surprise appearance, su bbc.com. URL consultato il 16 maggio 2024.
151. ↑  (EN) Queen’s Roger Taylor to join Sam Ryder on stage during Eurovision grand final, su standard.co.uk. URL consultato il 16 maggio 2024.
152. ↑  (EN) Liverpool classics to be performed at Eurovision Grand Final, su liverpoolecho.co.uk. URL consultato il 16 maggio 2024.
153. 1 2 3  (EN) Results of the Grand Final of Liverpool 2023, su eurovision.tv. URL consultato il 14 maggio 2023.
154. ↑  (EN) The 2023 Marcel Bezençon Award Winners, su eurovision.tv, 13 maggio 2023. URL consultato il 14 maggio 2023.
155. ↑  (EN) 2023 OGAE Poll, su ogaeinternational.org, OGAE International. URL consultato l'8 aprile 2023.
156. ↑   OGAE POLL 2023 RESULTS, su docs.google.com. URL consultato l'8 aprile 2023.
157. ↑  (EN) Grand Final of Liverpool 2023 – Jurors, su eurovision.tv. URL consultato il 18 maggio 2023.
158. ↑  (EN) Anthony Granger, Andorra: RTVA Unlikely to Participate in Eurovision in the Short or Medium Term, su eurovoix.com, 26 maggio 2022. URL consultato il 28 maggio 2022.
159. ↑  (EN) Jordy Pedra, Andorra won't return to Eurovision in 2023, says RTVA content manager, su wiwibloggs.com, 29 maggio 2022. URL consultato il 29 maggio 2022.
160. ↑   Emanuele Lombardini, La tv bielorussa espulsa dalla EBU, addio (anche) all'Eurovision, su eurofestivalnews.com, 1º luglio 2021. URL consultato il 15 maggio 2022.
161. ↑  (EN) Anthony Granger, Bosnia & Herzegovina: BHRT Will Not Return To Eurovision in 2023, su eurovoix.com, 14 ottobre 2022. URL consultato il 14 ottobre 2022.
162. ↑  (EN) William Lee Adams, Bulgaria withdraws from Eurovision 2023, saying contest no longer interests the broadcaster, su wiwibloggs.com, 14 ottobre 2022. URL consultato il 14 ottobre 2022.
163. ↑  (EN) Anthony Granger, Kazakhstan: Khabar Believes It Has "Every Chance" To Compete in Eurovision 2023, su eurovoix.com, 5 ottobre 2022. URL consultato il 5 ottobre 2022.
164. ↑  (EN) Anthony Granger, Kosovo: RTK Aiming to Apply For EBU Membership By End of Year, su eurovoix.com, 16 maggio 2022. URL consultato il 20 maggio 2022.
165. ↑  (EN) Laura Ibrayeva, Luxembourg: RTL Will Not Return to Eurovision in 2023, su eurovoix.com, 2 agosto 2022. URL consultato il 2 agosto 2022.
166. ↑  (EN) Anthony Granger, North Macedonia: MRT Considering Withdrawal From Eurovision Next Year, su eurovoix.com, 11 maggio 2022. URL consultato il 20 maggio 2022.
167. ↑  (EN) Neil Farren, North Macedonia: MRT Withdraws From Eurovision 2023, su eurovoix.com, 14 ottobre 2022. URL consultato il 14 ottobre 2022.
168. ↑  (EN) Laura Ibrayeva, Montenegro: Will Not Participate in Junior Eurovision 2022, su eurovoix.com, 30 maggio 2022. URL consultato il 18 agosto 2022.
169. ↑  (EN) Anthony Granger, Montenegro: RTCG Will Not Compete in Eurovision 2023, su eurovoix.com, 13 ottobre 2022. URL consultato il 13 ottobre 2022.
170. ↑  (EN) Anthony Granger, Monaco: Returning to the Eurovision Song Contest in 2023?, su eurovoix.com, 22 novembre 2021. URL consultato il 20 maggio 2022.
171. ↑  (EN) Anthony Granger, Monaco: Will Not Compete in Eurovision 2023, su eurovoix.com, 5 settembre 2022. URL consultato il 5 settembre 2022.
172. ↑  (EN) Isabella Tang, Launch of Monaco's Monte-Carlo Riviera TV delayed until 2023, su escxtra.com, 24 aprile 2022. URL consultato il 20 maggio 2022.
173. ↑  (EN) Anthony Granger, Monaco: TVMONACO to Launch September 1, 2023, su eurovoix.com, 15 aprile 2023. URL consultato il 15 aprile 2023.
174. ↑  (EN) EBU statement regarding the participation of Russia in the Eurovision Song Contest 2022, su eurovision.tv, 25 febbraio 2022. URL consultato il 15 maggio 2022.
175. ↑  (EN) Anthony Granger, Russia: Channel One, VGTRK & Radio Dom Ostankino Leave the European Broadcasting Union, su eurovoix.com, 26 febbraio 2022. URL consultato il 15 maggio 2022.
176. ↑  (ES) Fernando Nicolás Vidal, La UER hace efectiva la suspensión indefinida a sus miembros rusos, su escplus.es, 26 maggio 2022. URL consultato il 27 maggio 2022 (archiviato dall'url originale il 26 maggio 2022).
177. ↑  (EN) Sanjay Jiandani, Slovakia: RTVS will not return to Eurovision in 2023, su esctoday.com, 10 giugno 2022. URL consultato l'11 giugno 2022.
178. ↑  (EN) Anthony Granger, Albania: Andri Xhahu Spokesperson For Eurovision 2023, su eurovoix.com, 30 aprile 2023. URL consultato il 30 aprile 2023.
179. ↑  (HY) ARMTV, Համաեվրոպական երգի մեծ տոնը` Առաջինի ուղիղ եթերում: «Եվրատեսիլ 2023»-ում Հայաստանը ներկայացնում է Բրյունետը «Future Lover» երգո «Եվրատեսիլ». դիտեք մայիսի 9-ին, 11-ին և 13-ին, ժամը 23:00-ին, Առաջինով:, su Instagram. URL consultato il 10 maggio 2023.
180. ↑  (HY) ARMTV, Դիտեք «Եվրատեսիլը» մեզ հետ. Համաեվրոպական երգի մրցույթն այս տարի Առաջինի ուղիղ եթերում մեկնաբանելու են Հրաչուհի Ութմազյանը և Համլետ Առաքելյանը, su Instagram. URL consultato il 10 maggio 2023.
181. ↑  (EN) Liv Webster, Australia opts for internal selection for Eurovision 2023, su aussievision.net, 14 novembre 2022. URL consultato il 27 novembre 2022.
182. ↑  (DE) Eurovision Song Contest 2023: TEYA & SALENA treten für Österreich in Liverpool an, su ORF. URL consultato il 24 febbraio 2023.
183. ↑  (EN) Neil Farren, Germany, Austria and Switzerland to Broadcast Joint Eurovision Warm-Up and After Shows, su eurovoix.com, 29 marzo 2023. URL consultato il 29 marzo 2023.
184. ↑  (DE) Jan Böhmermann und Olli Schulz kommentieren für FM4 den Eurovision Song Contest, su ORF, 10 aprile 2023. URL consultato il 10 aprile 2023.
185. ↑  (AZ) Hüseyn Məmmədli, Avrovi̇zi̇ya 2023 şərhçİmi̇z Azər Süleymanli olacaq, su 12xal.com, 4 maggio 2023. URL consultato il 4 maggio 2023 (archiviato dall'url originale il 4 maggio 2023).
186. ↑  (FR) Eurovision 2023 : découvrez le programme complet de la RTBF, su RTBF. URL consultato il 15 maggio 2023.
187. ↑  (NL) Ontdek het voorjaar 2023 van Eén, su Één. URL consultato il 31 gennaio 2023.
188. ↑  (NL) Beleef het Eurovisiesongfestival bij VRT, su VRT, 27 aprile 2023. URL consultato il 15 maggio 2023.
189. ↑  (EN) Anthony Granger, Chile: Eurovision 2023 Grand Final to be Broadcast by Canal 13, su eurovoix.com, 30 aprile 2023. URL consultato il 1º maggio 2023.
190. ↑  (ES) ¡La final de Eurovisión 2023 está en Canal 13! Sergio Lagos y Rayén Araya serán los animadores, su Canal 13. URL consultato il 10 maggio 2023.
191. ↑  (EL) Κύπρος: Αυτοί θα είναι οι σχολιαστές του φετινού διαγωνισμού της Eurovision! Αποκλειστικό, su showbiz.cyprustimes.com. URL consultato il 26 aprile 2023.
192. ↑  (EN) Franciska van Waarden, Croatia: HRT Confirms Duško Ćurlić as Eurovision 2023 Commentator, su eurovoix.com, 2 maggio 2023. URL consultato il 2 maggio 2023.
193. ↑  (DA) Eurovision & Melodi Grand Prix 2023, su DR. URL consultato il 26 aprile 2023.
194. ↑  (EN) Emily Grace, Denmark: Nicolai Molbech To Commentate on Eurovision 2023, su eurovoix.com. URL consultato il 27 aprile 2023.
195. ↑  (EN) Anthony Granger, Estonia: ERR Eurovision 2023 Coverage Revealed, su eurovoix.com, 1º maggio 2023. URL consultato il 1º maggio 2023.
196. ↑  (EN) Gerry Avelino, Estonia: ERR Offers Eurovision 2023 in Estonian Sign Language, su eurovoix.com, 4 maggio 2023. URL consultato il 5 maggio 2023.
197. ↑  (EN) Franciska van Waarden, Faroe Islands: KVF Broadcasting Eurovision 2023, su eurovoix.com, 8 maggio 2023. URL consultato l'8 maggio 2023.
198. ↑  (EN) Franciska van Waarden, Finland: YLE Provides Eurovision 2023 Final Commentary in Six Languages, su eurovoix.com, 4 maggio 2023. URL consultato il 4 maggio 2023.
199. ↑  (EN) Anthony Granger, France: Eurovision 2023 Commentators Announced Including Anggun, su eurovoix.com, 19 aprile 2023. URL consultato il 19 aprile 2023.
200. ↑  (KA) ევროვიზია 2023 - 9, 11, 13 მაისი, 23:00, პირდაპირი ტრანსლაცია საქართველოს პირველ არხზე, su 1TV. URL consultato il 6 maggio 2023.
201. ↑  (KA) 1TV, ევროვიზია 2023-ის პირდაპირ ტრანსლაციას საქართველოს პირველ არხზე ნიკა ლობილაძე გაუძღვება დღეს 23:00 უყურე პირველ ნახევარფინალს პირველ არხზე 🇬🇪 საქართველოს წარმომადგენელი მაყურებლის წინაშე კი 11 მაისს წარდგება, su Facebook. URL consultato il 10 maggio 2023.
202. ↑  (DE) ESC 2023: Alle Infos zum Eurovision Song Contest in Großbritannien, su NDR. URL consultato il 31 gennaio 2023.
203. ↑  (DE) Peter Urban verabschiedet sich vom ESC, su NDR. URL consultato il 22 marzo 2023.
204. ↑  (EN) Anthony Granger, Germany: Deutsche Welle Broadcasting the Grand Final of Eurovision 2023, su eurovoix.com, 6 maggio 2023. URL consultato il 7 maggio 2023.
205. ↑  (EL) Η Τζένη Μελιτά για την παρουσίαση της Eurovision - «Θα δουλέψω σαν το σκυλί», su protothema.gr, 16 marzo 2023. URL consultato il 17 marzo 2023.
206. ↑  (EN) James Washak, Greece: Maria Kozakou & Jenny Melita Confirmed As Commentators For Liverpool, su eurovoix.com, 30 marzo 2023. URL consultato il 30 marzo 2023.
207. ↑  (EN) John Byrne, Tubs talks Eurovision: "I think we could win this one", su RTÉ, 3 marzo 2023. URL consultato il 20 marzo 2023.
208. ↑  (EN) James Washak, Ireland: RTE One to Air the Semi-Finals of the Eurovision Song Contest 2023 for the First Time, su eurovoix.com, 5 maggio 2023. URL consultato il 5 maggio 2023.
209. ↑  (EN) Everything you need to know about Eurovision 2023, su RTÉ, 8 maggio 2023. URL consultato il 10 maggio 2023.
210. ↑  (IS) Dagskrá - 9 maí 2023, su RÚV. URL consultato il 9 aprile 2023 (archiviato dall'url originale il 7 aprile 2023).
211. ↑  (HE) Avi Zeikner, ישראל: אלו הפרשנים שילוו את משדרי האירוויזיון השנה - אירוויזיון 2023, su euromix.co.il, 23 febbraio 2023. URL consultato il 23 febbraio 2023.
212. ↑  (EN) James Washak, Israel: Asaf Liberman & Akiva Novick Return as Commentators for Eurovision 2023, su eurovoix.com, 23 febbraio 2023. URL consultato il 2 maggio 2023.
213. ↑  (HE) Avi Zeikner, דורון מדלי יחליף את עקיבא נוביק בגמר אירוויזיון 2023, su euromix.co.il, 2 maggio 2023. URL consultato il 4 maggio 2023.
214. ↑   Beppe Dammacco, Eurovision 2023: la trasmissione delle due semifinali passa da Rai 1 a Rai 2, su eurofestivalnews.com, 9 febbraio 2023. URL consultato il 9 febbraio 2023.
215. ↑   Federico Rossini, Mengoni: "All'Eurovision 2023 porterò tutto me stesso". Simulcast Radio 2, su eurofestivalnews.com, 10 marzo 2023. URL consultato l'11 marzo 2023.
216. ↑   Beppe Dammacco, Eurovision 2023: via Malgioglio, Mara Maionchi al commento insieme a Gabriele Corsi, su eurofestivalnews.com, 29 marzo 2023. URL consultato il 29 marzo 2023.
217. ↑   Mara Maionchi e Gabriele Corsi i conduttori di Eurovision Song Contest 2023, su Rai, 29 marzo 2023. URL consultato il 29 marzo 2023.
218. ↑  (EN) Anthony Granger, Kosovo: RTK Broadcasting the Eurovision Song Contest 2023, su eurovoix.com, 5 maggio 2023. URL consultato il 5 maggio 2023.
219. ↑  (EN) Gerry Avelino, Latvia: LTV Announces Commentators, Eurovision Week Plans, su eurovoix.com, 4 maggio 2023. URL consultato il 4 maggio 2023.
220. ↑  (LT) TV / Radijo programa savaitei, su LRT. URL consultato il 6 maggio 2023.
221. ↑  (EN) Franciska van Waarden, North Macedonia: MRT Broadcasting Eurovision 2023, su eurovoix.com, 3 maggio 2023. URL consultato il 3 maggio 2023.
222. ↑  (MK) МРТ одлучи да не учествува на "Евровизија 2023", su MRT. URL consultato il 7 maggio 2023.
223. ↑  (MT) ARA: The Busker bi prestazzjoni sabiħa fl-ewwel semifinali tal-Eurovision, su TVM. URL consultato il 10 maggio 2023.
224. ↑  (RO) Eurovision-2023 – la Radio Moldova şi Radio Moldova Muzical, su TRM, 9 maggio 2023. URL consultato il 10 maggio 2023.
225. ↑  (CNR) Programska šema, su RTCG. URL consultato il 4 maggio 2023.
226. ↑  (EN) Anthony Granger, Montenegro: RTCG Broadcasting Eurovision 2023, su eurovoix.com, 8 maggio 2023. URL consultato l'8 maggio 2023.
227. ↑  (NO) Camilla Sand, Adresse Liverpool, su NRK, 15 marzo 2023. URL consultato il 17 marzo 2023.
228. ↑  (NL) Eurovisie Songfestival, su AVROTROS. URL consultato il 17 aprile 2023.
229. ↑   Alecander van Eenennaam, Jan Smit verzette zich tegen keuze voor Mia en Dion als songfestivalact en stapt uit de selectiecommissie, su ad.nl, 20 aprile 2023. URL consultato il 25 aprile 2023.
230. ↑   Eurovisie Songfestival 2023, su BVN. URL consultato il 1º maggio 2023.
231. ↑  (NL) Eurovisie Songfestival Finale, su NPO. URL consultato il 7 maggio 2023.
232. ↑  (PL) Konkurs Piosenki Eurowizji - Liverpool 2023 - 1. półfinał, su TVP. URL consultato il 27 aprile 2023.
233. ↑  (PL) Konkurs Piosenki Eurowizji - Liverpool 2023 - 2. półfinał, su TVP. URL consultato il 29 aprile 2023.
234. ↑  (PL) Konkurs Piosenki Eurowizji - Liverpool 2023, su telemagazyn.pl. URL consultato il 3 maggio 2023.
235. ↑  (EN) Emily Grace, Portugal: José Carlos Malato and Nuno Galopim Revealed as Eurovision 2023 Commentators, su eurovoix.com, 27 aprile 2023. URL consultato il 27 aprile 2023.
236. ↑  (PT) 1ª Semifinal - Festival Eurovisão da Canção 2023, su RTP. URL consultato il 28 aprile 2023.
237. ↑  (PT) Final - Festival Eurovisão da Canção 2023, su RTP. URL consultato il 28 aprile 2023.
238. ↑  (EN) Anthony Granger, United Kingdom: BBC One To Broadcast All Eurovision 2023 Shows, su eurovoix.com, 8 ottobre 2022. URL consultato l'8 ottobre 2022.
239. ↑  (EN) Meet our Eurovision 2023 family!, su BBC, 22 febbraio 2023. URL consultato il 23 febbraio 2023.
240. ↑  (EN) James Washak, Eurovision 2023: Rylan, Scott Mills & Paddy O’Connell to Host Radio 2 Eurovision Coverage, su eurovoix.com, 19 marzo 2023. URL consultato il 20 aprile 2023.
241. ↑  (EN) Anthony Granger, United Kingdom: BBC Radio Merseyside Announce Voice of Eurovision Winner, su eurovoix.com, 2 maggio 2023. URL consultato il 2 maggio 2023.
242. ↑  (CS) TV program: 9. 5. 2023, su ČT. URL consultato il 27 aprile 2023.
243. ↑  (CS) TV program: 11. 5. 2023, su ČT. URL consultato il 27 aprile 2023.
244. ↑  (CS) TV program: 13. 5. 2023, su ČT. URL consultato il 27 aprile 2023.
245. ↑  (RO) Program TV, su TVR. URL consultato il 4 maggio 2023.
246. ↑   San Marino RTV: da oggi diffusione nazionale sul canale 831 del Digitale Terrestre (e trasmetterà anche l'Eurovision), su eurofestivalnews.com, 29 ottobre 2021. URL consultato il 14 marzo 2023.
247. ↑  (EN) Anthony Granger, San Marino: San Marino RTV Kick Off Eurovision 2023 Previews, su eurovoix.com, 13 aprile 2023. URL consultato il 13 aprile 2023.
248. ↑  (SR) Како је Лук Блек изгубио Душку Вучинић у Тел Авиву, su RTS. URL consultato il 27 aprile 2023.
249. ↑  (EN) Marko Milivojević, Serbia: RTS To Broadcast Eurovision 2023 Semi-Finals On RTS 3, su eurovoix.com, 8 maggio 2023. URL consultato l'8 maggio 2023.
250. ↑  (EN) Anthony Granger, Slovakia: Rádio_FM Broadcasting the Eurovision Song Contest 2023, su eurovoix.com, 2 maggio 2023. URL consultato il 2 maggio 2023.
251. ↑  (EN) Fōtios Ntinos, Slovakia: Rádio_FM will broadcast the Eurovision Song Contest 2023!, su eurovisionfun.com, 2 maggio 2023. URL consultato il 4 maggio 2023.
252. ↑  (SL) Služba za komuniciranje RTV Slovenija, Joker Out pred odhodom v Liverpool, su RTV SLO, 20 aprile 2023. URL consultato il 26 aprile 2023.
253. ↑  (ES) Gabi Rodríguez, TVE volverá a emitir las semifinales de Eurovisión en La 1, su eurovision-spain.com, 28 marzo 2023. URL consultato il 29 marzo 2023.
254. ↑  (EN) Anthony Granger, Spain: RTVE Confirms Eurovision 2023 Broadcast Plans, su eurovoix.com, 29 marzo 2023. URL consultato il 29 marzo 2023.
255. ↑  (ES) RTVE emitirá en directo las dos semifinales de Eurovisión 2023, su RTVE. URL consultato il 29 aprile 2023.
256. ↑  (ES) Especial RNE Final de Eurovisión 2023, su RTVE. URL consultato il 10 maggio 2023.
257. ↑  (EN) Franciska van Waarden, Sweden: Edward af Sillén and Måns Zelmerlöw Announced as Eurovision 2023 Commentators, su eurovoix.com, 14 aprile 2023. URL consultato il 14 aprile 2023.
258. ↑  (SV) Melodifestivalen & Eurovision song contest i P4 - alla avsnitt, su SR. URL consultato il 14 aprile 2023.
259. ↑  (EN) Anthony Granger, Switzerland: Sven Epiney Confirmed as SRF’s Eurovision 2023 Commentator, su eurovoix.com, 11 aprile 2023. URL consultato il 2 maggio 2023.
260. ↑  (EN) Anthony Granger, Switzerland: RTS Announces Commentary Team for Eurovision 2023, su eurovoix.com, 2 maggio 2023. URL consultato il 2 maggio 2023.
261. ↑  (EN) Franciska van Waarden, Switzerland: Eurovision 2023 Commentators for RSI Revealed, su eurovoix.com, 2 maggio 2023. URL consultato il 2 maggio 2023.
262. ↑  (UK) Оголошено ведучих та коментаторів Євробачення-2023 у Ліверпулі, su UA:PBC. URL consultato il 23 febbraio 2023.
263. ↑  (UK) Євробачення-2023: де дивитися та як голосуватимуть українці, su UA:PBC, 9 maggio 2023. URL consultato il 9 maggio 2023.
264. ↑  (EN) Eurovision 2023 reaches 162 million viewers with record breaking online engagement and musical impact, su eurovision.tv, 25 maggio 2023. URL consultato il 2 giugno 2023.
265. ↑  (EN) "Eurovision 2023 Spokespersons – Who will announce the points?, su eurovisionworld.com, 13 maggio 2023. URL consultato il 13 maggio 2023.
266. ↑  (UK) Оргкомітет Нацвідбору Євробачення розглянув звернення KRUTЬ, su UA:PBC, 20 dicembre 2022. URL consultato il 13 marzo 2023.
267. ↑  (UK) Olesja Kotubej, Нацвідбір на Євробачення-2023: де дивитися і слухати, su UA:PBC, 16 dicembre 2022. URL consultato il 13 marzo 2022.
268. ↑  (EN) James Washak, Ukraine: Vidbir 2023 to Take Place on December 17, su eurovoix.com, 5 ottobre 2022. URL consultato il 13 marzo 2023.
269. ↑  (EN) Anthony Granger, Ukraine: KRUTЬ Appealed Against TVORCHI's Performance in Vidbir 2023, su eurovoix.com, 20 dicembre 2022. URL consultato il 13 marzo 2023.
270. ↑  (EN) Anthony Granger, Ukraine: TVORCHI Officially Confirmed as Eurovision 2023 Representative, su eurovoix.com, 28 dicembre 2022. URL consultato il 13 marzo 2023.
271. ↑  (EN) Dimitris Ioannou, Melissa Mantzoukis protests Greek selection results, su escxtra.com, 6 febbraio 2023. URL consultato il 14 marzo 2023.
272. ↑  (EN) Anthony Granger, Greece: Melissa Mantzoukis Officially Challenging Eurovision Selection Results, su eurovoix.com, 6 febbraio 2023. URL consultato il 13 marzo 2023.
273. ↑  (EL) Giannīs Argyriou, Ελλάδα: Ασφαλιστικά μέτρα κατέθεσε η Melissa Mantzoukis κατά της απόφασης της ΕΡΤ!, su eurovisionfun.com, 23 febbraio 2023. URL consultato il 13 marzo 2023.
274. ↑  (EL) Sōtīrīs Charalampopoulos, Eurovision 2023 – Μαρία Κοζάκου: Έτσι επελέγη το τραγούδι της Ελλάδας, su ieidiseis.gr. URL consultato il 13 marzo 2023.
275. ↑  (EN) Kōnstantinos Nikolaos Zachos, BREAKING NEWS: Within the week, Melissa Mantzoukis will proceed with all legal means against ERT, su eurovisionfun.com, 19 febbraio 2023. URL consultato il 13 marzo 2023.
276. ↑  (EL) Marios Mpoulīs, Eurovision 2023: Δύσκολη χρονιά για την Ελλάδα - Τελευταία με βάση τις αποδόσεις στο στοίχημα, su flash.gr, 22 febbraio 2023. URL consultato il 13 marzo 2023.
277. ↑  (EL) Sōtīrīs Charalampopoulos, Eurovision 2023: Τι αποφάσισε το δικαστήριο για τη συμμετοχή της Ελλάδας, su ieidiseis.gr. URL consultato il 13 marzo 2023.
278. ↑  (EN) Giannīs Argyriou, Greece: Melissa Mantzoukis' application for a temporary injunction was discussed!, su eurovisionfun.com, 3 marzo 2023. URL consultato il 13 marzo 2023.
279. ↑  (EN) Giannīs Argyriou, Greece: In May, the final resolution of the dispute between Melissa and ERT!, su eurovisionfun.com, 6 marzo 2023. URL consultato il 13 marzo 2023.
280. ↑  (PL) Fani Eurowizji oburzeni wynikami polskich preselekcji: "Porażka i ustawka", su glamour.pl, 27 febbraio 2023. URL consultato il 14 marzo 2023.
281. ↑  (PL) Syn Edyty Górniak kpi z krytyków Eurowizji. Co uchwyciły kamery TVP?, su muzyka.interia.pl, 28 febbraio 2023. URL consultato il 14 marzo 2023.
282. ↑  (PL) Eurowizja 2023. Allan Krupa odcina się od Blanki. Edyta Górniak jej nie faworyzowała?, su rozrywka.radiozet.pl, 27 febbraio 2023. URL consultato il 14 marzo 2023.
283. ↑  (PL) Maciej Blazewicz, Eurowizja: Niepokojące wypowiedzi Edyty Górniak. Kiedy jury oddawało swoje głosy? • Oświadczenie mediów. Co dalej z udziałem Polski w Eurowizji 2023? • Zobacz wywiady z Blanką i Jannem! "Solo" z dance break?, su dziennik-eurowizyjny.pl, 28 febbraio 2023. URL consultato il 14 marzo 2023.
284. ↑  (PL) Eurowizja 2023: Blanka miała trzy razy mniej głosów niż Jann? Oświadczenie mediów eurowizyjnych po preselekcjach, su eurowizja.org, 28 febbraio 2023. URL consultato il 14 marzo 2023.
285. ↑  (PL) Eurowizja 2023. TVP odpowiada na zarzuty dotyczące zwycięstwa Blanki, su plejada.pl, 9 marzo 2023. URL consultato il 14 marzo 2023.
286. ↑  (PL) Maciej Blazewicz, Eurowizja: Telewizja Polska niesłusznie odmówiła dostępu do informacji publicznej związanej z wynikami preselekcji „Tu bije Serce Europy 2023” – wyrok Wojewódzkiego Sądu Administracyjnego w Warszawie, su dziennik-eurowizyjny.pl, 6 giugno 2024. URL consultato l'11 gennaio 2025.
287. ↑  (PL) OGAE Polska publikuje wyniki głosowania SMS w preselekcjach do Eurowizji 2023, su eurowizja.org, 6 dicembre 2024. URL consultato l'11 gennaio 2025.
288. ↑  (EN) Anthony Granger, Ireland: Creative Director Announced for Wild Youth's Eurovision Performance, su eurovoix.com, 16 febbraio 2023. URL consultato il 26 aprile 2023.
289. ↑  (EN) Anthony Granger, Ireland: Wild Youth Drop Eurovision Creative Director Following Transphobic Comments, su eurovoix.com, 26 aprile 2023. URL consultato il 26 aprile 2023.
290. ↑  (FR) Benjamin Pierret, "Absolument pas" un doigt d'honneur: La Zarra explique son geste polémique à l'Eurovision 2023, su bfmtv.com, 14 maggio 2023. URL consultato il 15 maggio 2023.
291. ↑  (EN) France Eurovision act gives middle finger to camera after disappointing votes, su Metro, 14 maggio 2023. URL consultato il 15 maggio 2023.